# Luis Alberto de Herrera
Luis Alberto de Herrera y Quevedo (Montevideo, 22 de julio de 1873 - Ídem, 8 de abril de 1959) fue un periodista, diplomático, historiador, intelectual y político uruguayo, reconocido como el principal caudillo del Partido Nacional durante el desarrollo de la primera mitad del siglo XX, siendo siete veces candidato a presidente, y una de las principales figuras políticas e intelectuales de Uruguay en esa etapa.
Proveniente de una familia patricia oriental, de larga trayectoria en asuntos de gobierno y con vínculos con la divisa blanca, comenzó su actividad pública a finales del siglo XIX. Paralelamente a sus estudios universitarios comienza su actividad periodística, primero en Las Primeras Ideas y luego ingresando en el diario El Nacional; por el lado político comienza su militancia en el club «2 de enero», y en 1893, a los veinte años de edad, pronunció su primer discurso político en el club «Defensores de Paysandú». Participa de principio a fin como soldado en la Revolución de 1897, recopilando sus experiencias de manera cronológica en su primera obra: Por la Patria (1898). 
En 1901 publica La tierra Charrúa, una de sus primeras obras escritas de carácter político e historiográfico. Ese mismo año viaja a América del Norte tras ser nombrado como secretario de legación comercial en los Estados Unidos y México. Durante su estadía demuestra gran interés por la idiosincrasia política estadounidense, de la misma forma que advierte en la transformación del país norteamericano en un posible nuevo imperio. Regresa a Uruguay en 1903, ante el tenso ambiente político nacional. En 1904, con el estallido de la revolución, renuncia a su cargo para participar de la contienda liderada por Aparicio Saravia. Muerto el caudillo tras la batalla de Masoller, participa en las negociaciones de paz. Posteriormente, junto a Carlos Roxlo funda el diario La Democracia, y en 1905 es electo legislador por primera vez. Durante sus primeros años como legislador presenta proyectos de índole social junto a Roxlo, tiene varios altercados y se convierte en un tenaz opositor del líder colorado José Batlle y Ordóñez, y continúa con la publicación de varias de sus obras, fundamentales para la definición de su pensamiento, su trabajo revisionista en la historiografía americana y en su preocupación por las relaciones internacionales: La Doctrina Drago y el interés de Uruguay (1908), el primer y segundo tomo de La Diplomacia Oriental en el Paraguay (1908 y 1911), La Revolución Francesa y Sudamérica (1910) y El Uruguay Internacional (1912).
En 1920 se convierte por primera vez en presidente del Directorio del Partido Nacional y en 1922 es por primera vez candidato presidencial, pero las elecciones de 1922 dieron el triunfo al candidato colorado, el ingeniero José Serrato. Sin embargo, las elecciones parciales de 1925 dieron como triunfante al Partido Nacional por primera vez en décadas, por lo que Herrera entró al Consejo Nacional de Administración para el período 1925-1931 y lo presidió entre 1925 y 1927. Fue nuevamente candidato en las elecciones de 1926, perdiendo por estrecho margen, y en las de 1930. En 1931 funda el diario El Debate. En 1933 apoyó políticamente al golpe de Estado del presidente Gabriel Terra, y la promulgación de la Constitución de 1934 que afianzó su coalición con el régimen. En 1940 fue opositor a la intención de instalar bases norteamericanas en suelo uruguayo, y en 1942 no apoyó el «golpe bueno» del presidente Alfredo Baldomir que redactó una nueva Constitución.
Fue nuevamente candidato en las elecciones de 1942 y en las de 1946. Durante la presidencia de Luis Batlle Berres pactó una circunstancial coalición conocida como «coincidencia patriótica». En las elecciones de 1950 es nuevamente candidato presidencial y, posteriormente, para sorpresa del panorama político, apoyó al presidente Andrés Martínez Trueba para reformar la constitución instaurando el Poder ejecutivo «colegiado». En 1952 publica el segundo tomo de su obra Antes y después de la Triple Alianza, señalando el fin de la obra literaria de Herrera y su trabajo revisionista en la historiografía latinoamericana. En las elecciones de 1954 es electo como consejero de gobierno por la minoría con 81 años. Luego pacta con el movimiento ruralista una alianza electoral que triunfa en las elecciones de 1958. Poco después de la toma de poder del «primer colegiado blanco», el primer gobierno del Partido Nacional en 93 años, Luis Alberto de Herrera fallece el 8 de abril de 1959, a los 85 años. Su nieto, Luis Alberto Lacalle de Herrera, serviría como presidente de la República entre 1990 y 1995, al igual que su bisnieto, Luis Lacalle Pou, presidente de la República para el período 2020-2025.

## Antecedentes familiares
Luis Alberto de Herrera y Quevedo nació el 22 de julio de 1873, en la calle Uruguay N.º 11 de la ciudad de Montevideo, Uruguay, siendo el último hijo de Juan José de Herrera Pérez y Manuela Quevedo Antuña. Tuvo cuatro hermanos mayores: Pilar, Manuela, Juan José e Inés.

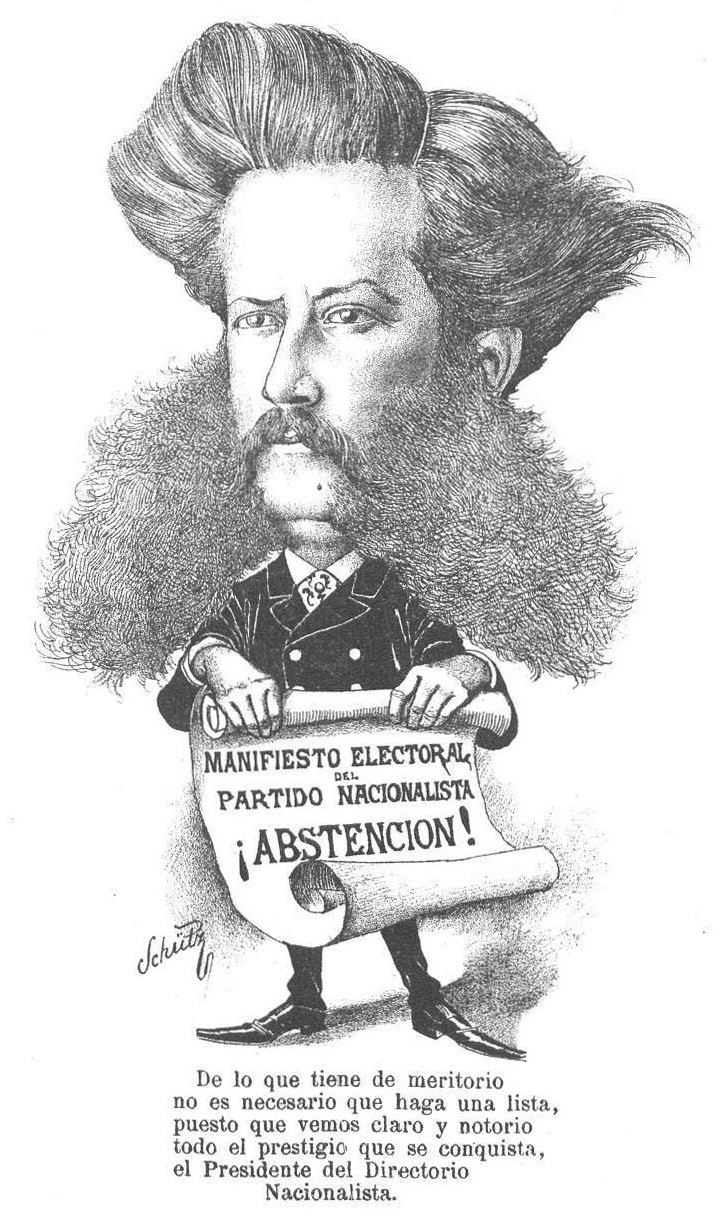
Caricatura de Juan José de Herrera, padre de Luis Alberto de Herrera.

Para el momento del nacimiento de Luis Alberto, la familia Herrera se encontraba en el continente americano hace ya varias generaciones. El primer representante de esta familia que llegó al Río de la Plata fue Antonio de Herrera Caballero, quien se asentó en Buenos Aires, proveniente de una familia de Andalucía y que emigró desde Cádiz en 1749. Este contrajo matrimonio con María Isabel Izaguirre y Gibaja, descendiente del célebre colonizador español «Hernandarias», en Buenos Aires en 20 de julio de 1762. El matrimonio tuvo seis hijos, uno de los cuales, Luis de Herrera e Izaguirre, nacido el 20 de enero de 1763, es quien se traslada a la Banda Oriental como funcionario de Hacienda. Luis de Herrera e Izaguirre había contraído matrimonio en Buenos Aires el 4 de septiembre de 1793 con Gervasia Josefa de Basavilbaso Ross; el matrimonio tuvo seis hijos. Luis de Herrera e Izaguirre mantuvo simpatías con los rebeldes de la revolución oriental, por lo que en 1811 fue expulsado de Montevideo por el virrey Elío. Los dos últimos hijos de Luis de Herrera e Izaguirre nacieron en Montevideo: Rosa y Luis. Rosa se casó con el portugués barón de la Laguna, Carlos Federico Lecor, el 3 de diciembre de 1818, boda celebrada en la catedral de Montevideo por el padre Larrañaga. Mientras que el último hijo, Luis de Herrera Basavilbaso, nació en 1806 y contrajo matrimonio en 1829 con Inés María Pérez Muñóz.
Luis de Herrera Basavilbaso, abuelo de Luis Alberto de Herrera, se incorporó como soldado a la cruzada de los 33 orientales en 1825, participando en la batalla de Ituzaingó y en la campaña de las Misiones. Fue firmante del Acta de la Jura de la Constitución, el 18 de julio de 1830; y fue designado edecán de la presidencia el 9 de noviembre de 1830. Participó de un levantamiento militar de Juan Antonio Lavalleja, contra el presidente Fructuoso Rivera, lo que motiva su baja del Ejército; al cual el presidente Manuel Oribe lo reincorpora en 1835. En 1838 obtiene nuevamente la baja y tiempo después parte a Europa con su familia debido a la Guerra Grande, permanece allí hasta 1852. A su regreso comienza su actuación política: actúa como secretario del primer Directorio del Partido Blanco y el 19 de marzo de 1856 es designado por el gobierno fusionista de Gabriel Pereira como jefe político de Montevideo. Más tarde, ocupa un puesto en el Senado por el departamento de Soriano y en 1863 se convierte en ministro de Guerra del presidente Bernardo Prudencio Berro. Fallece el 12 de septiembre de 1869, en Buenos Aires. Uno de sus tres hijos varones, Luis Pedro, fue degollado por soldados de César Díaz; otro, Alfredo, fue un hacendado de San José que moriría sin descendencia; solo su hijo Juan José daría continuidad al apellido.
Juan José de Herrera, padre de Luis Alberto de Herrera, tuvo que partir muy joven con su familia a Europa a causa de la Guerra Grande. La permanencia de su familia en Europa le permite estudiar en Francia, alcanzando altos grados de conocimientos en la disciplina del Derecho, que lo habilitará para trabajar y aprender con Dalmacio Vélez Sarsfield en Buenos Aires, a su vuelta a América. De regreso a Montevideo, se recibe de abogado. Ejerce como diputado por varios departamentos y desarrolló una extensa carrera como diplomático, en misiones tanto en Río de Janeiro como en Paraguay, y actuando como el canciller del gobierno de Bernardo Prudencio Berro y de Atanasio Aguirre, viéndose obligado a exiliarse en Buenos Aires tras el triunfo militar del caudillo colorado Venancio Flores. Posteriormente, durante la Revolución de las Lanzas (1870-1872), integró la Junta de Guerra de los rebeldes y luego fue uno de los actores que posibilitó la Paz de Abril de 1872: logrando el fin del conflicto y el inicio de la co-participación política entre el Partido Blanco y el Colorado. Posteriormente integró el grupo de personalidades que fundaron el «Club Nacional», que daría origen al Partido Nacional, nueva denominación del Partido Blanco. Además, fue uno de los muchos deportados a Estados Unidos en la «barca Puig» tras el derrocamiento del presidente José E. Ellauri. Después de la peripecia de su destierro vuelve a Buenos Aires, donde colaboró a favor de la Revolución Tricolor y de la Revolución del Quebracho. Años después apoyó a la Revolución de 1897.

## Primeros años

### Infancia

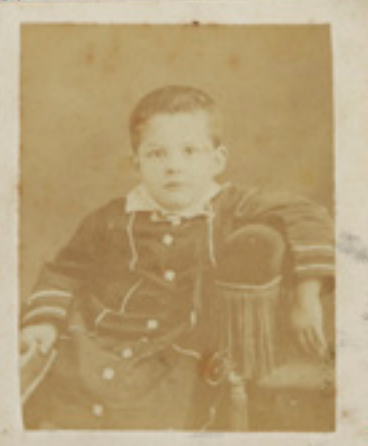
Luis Alberto de Herrera fotografiado a los 4 años de edad en el estudio Haut-Ton de la Ciudad Vieja, Montevideo.

Antes de cumplir los dos años, en febrero de 1875, su padre, Juan José de Herrera, es uno de los varios opositores desterrados en la «barca Puig», poco tiempo después del derrocamiento del gobierno del presidente José E. Ellauri a manos del coronel Lorenzo Latorre. Herrera es criado en un ambiente político, en una etapa de la historia uruguaya donde la persecución y el exilio eran episodios habituales. La vida familiar se desarrolla, a pesar de los sobresaltos de la actividad política de su familia, de la forma acostumbrada para alguien de su posición social en la época: cursa sus estudios estando en Uruguay en el Elbio Fernández, mientras que en su exilio en Buenos Aires los realiza en el Colegio Nacional de Buenos Aires.
En tiempos de prosperidad, su familia vivió en Montevideo, en una casa de la calle Zabala, luego en la calle Colón. Eran frecuentes las visitas a la quinta ubicada en Buceo, propiedad de la abuela, Inés Pérez Muñóz. Su hermana Inés murió prematuramente en 1887; mientras que años después su hermana Pilar, quien introdujo a Luis Alberto a la lectura, se casó con Rodolfo de Arteaga; Manuela con Joaquín de Salterain y su hermano Juan José se afincó en Buenos Aires.
Su madre, Manuela Quevedo Antuña (también llamada Manuela Quevedo y Alsina por su padre Juan Quevedo y Alsina), hizo aplicar a Luis Alberto, y a sus otros hijos, el idioma inglés en la vida diaria, los disciplinó en virtudes victorianas y en la religión protestante. Les hacía leer diariamente, antes de acostarse, pasajes de la Biblia en inglés, y cada domingo llevaba a sus hijos al Templo Inglés de la Ciudad Vieja. Esto debido a que Manuela Quevedo Antuña era protestante de la Iglesia Anglicana y hablaba el inglés en su vida cotidiana, ya que por haber quedado huérfana de madre desde muy pequeña, la había criado su tía casada con Samuel Lafonte, importante empresario inglés instalado en Uruguay. 

### Inicios en la política y el periodismo

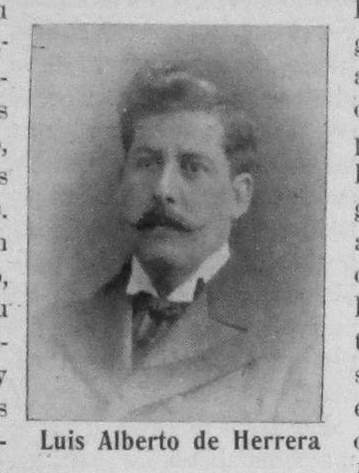
Luis Alberto de Herrera a principios de los 1900s.

Entre 1891 y 1895 realiza sus estudios universitarios en la Universidad de la República, pero no logra concluir sus estudios en Derecho hasta años después en 1903. En 1894 ejerció como profesor sustituto de Historia americana y nacional.
En 1892, siendo los periódicos el único medio de comunicación y de manifestación política, Herrera se asocia por primera vez al periodismo, junto a Juan Andrés Ramírez y Leonel Aguirre, editando el periódico Las Primeras Ideas. Luego, el 15 de septiembre de 1895, ingresa a escribir en el diario El Nacional, creación de Luis Ponce de León, Luis Pastoriza y Eduardo Acevedo Díaz. 
También en el correr de 1892, con diecinueve años, durante la presidencia del colorado Julio Herrera y Obes, Luis Alberto de Herrera se inicia en la política como militante del club «2 de enero». En 1893, a los veinte años de edad, pronunció su primer discurso político en el club «Defensores de Paysandú» que él mismo interviniera en su creación.
Herrera acompaña el sentir crítico del Partido Nacional hacia el oficialismo denominado como «el Colectivismo», iniciado con el presidente Julio Herrera y Obes y continuado con Juan Idiarte Borda. Sobre este último, Herrera escribió: «Después de la bota del tirano vino la fusta del letrado».

### Revolución de 1897

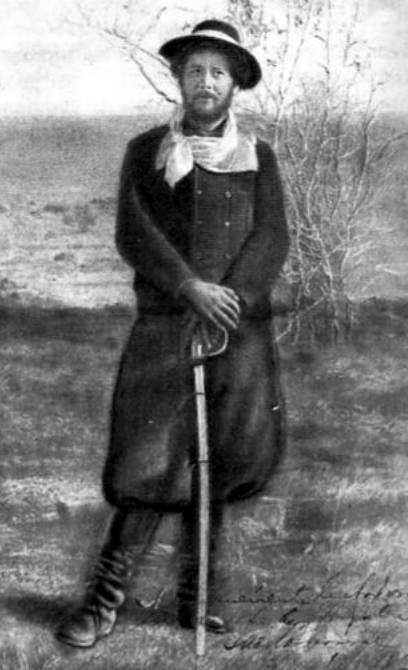
Luis Alberto de Herrera como soldado nacionalista, durante la Revolución de 1897.

En 1896, alertado por el tenso ambiente político, viajó a Melo junto a otros jóvenes para conocer al caudillo nacionalista Aparicio Saravia. Posteriormente, cuando en noviembre de ese año comienza el primer levantamiento, Herrera se exilia en Buenos Aires para evitar la persecución junto con otros compañeros, entre los que se destacan Florencio Sánchez, Luis Ponce de León y Carlos Roxlo. Allí se incorporan a los contingentes del coronel Diego Lamas. El 5 de marzo de 1897, el contingente que Herrera integra, que pasó a la historia como «los 22 de Lamas», desembarca en el puerto del Sauce en Colonia. Durante el transcurso del conflicto, Herrera se convirtió en ayudante del coronel Diego Lamas, desempeñándose como soldado en todas las batallas en las que interviene la fuerza y escribiendo en el periódico de la revolución (redactor de La Revolución Oriental). El 17 de marzo, Herrera participa en la batalla de Tres Árboles, donde los revolucionarios derrotaron a las fuerzas gubernamentales y que años después sería inmortalizada en el himno Marcha de Tres Árboles.
El presidente Juan Idiarte Borda no estaba dispuesto a transar para terminar el conflicto, pero cuando el 25 de agosto de 1897 el presidente Borda es asesinado, asume la primera magistratura el titular del Senado, Juan Lindolfo Cuestas, quien reanudó las negociaciones de paz. Las negociaciones de paz culminaron en el Pacto de la Cruz, firmado el 18 de septiembre de 1897, luego meses de hostilidades. La campaña militar de la Revolución de 1897 y las experiencias de los rebeldes nacionalistas serían narradas de manera cronológica por Herrera en su libro: Por la Patria, publicado en 1898.
En febrero de 1898, estando las cámaras legislativas todavía ocupadas por legisladores del «colectivismo», el presidente Cuestas disuelve el Parlamento, contando con el apoyo de dirigentes colorados y del Directorio del Partido Nacional, e instala un Consejo de Estado con participación de ciudadanos de ambas divisas. Luis Alberto de Herrera no integró el Consejo de Estado, pero sí su padre, Juan José de Herrera. Como resultado de la reconciliación, se modificó la legislación electoral estableciendo el Registro Cívico y el padrón electoral y se reconoció a la minoría el derecho de representación parlamentaria, siempre que alcanzara el 25% de los sufragios. Asimismo, se acordó la presentación de listas comunes, con las que se garantizaban 54 bancas en el Parlamento al Partido Colorado, 24 bancas para el Partido Nacional y 6 para el Partido Constitucionalista.
Ante la inminencia de la realización de una elección parcial de seis bancas del Senado en 1900, la Convención del Partido Nacional rechazó la propuesta del Comité Directivo del Partido Colorado de realizar un nuevo acuerdo de bancas, estimando que «ha llegado la oportunidad de hacer un ensayo parcial de sufragio libre»; posición a la que Herrera, a la sazón Juez de Paz de la sexta sección de Montevideo, adhirió.

### Misión a Norteamérica

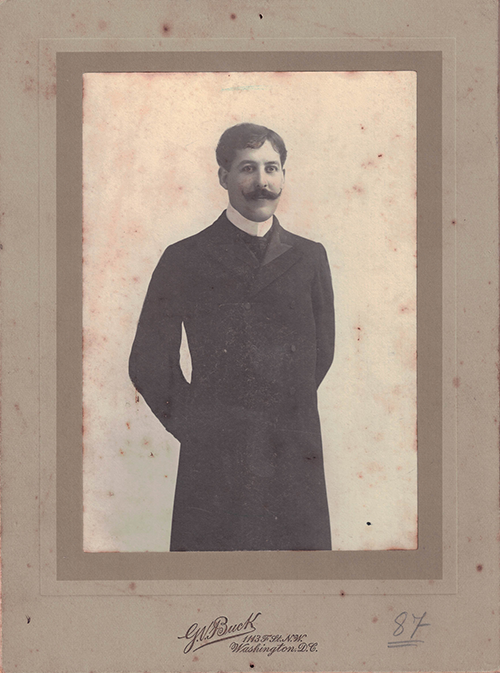
Luis Alberto de Herrera como encargado de negocios de Uruguay en América del Norte. Estados Unidos, c. 1903.

En 1901 Herrera publica el libro La Tierra Charrúa y el trabajo sobre Ventajas e inconvenientes en nuestro país del aumento del número de personas que adquieren títulos para ejercer profesiones liberales. Ese mismo año viaja a Estados Unidos tras ser nombrado por el gobierno de Juan Lindolfo Cuestas como secretario de legación en los Estados Unidos y México. Entre 1902 y 1903 Herrera también ejerce como encargado de negocios de Uruguay ante los Estados Unidos y Canadá. Publicó en el diario El Día una larga serie de correspondencias que más tarde, en 1904, se convirtieron en el libro Desde Washington. La correspondencia que mantuvo con El Día fue solicitada a Herrera por su amigo y adversario Domingo Arena. Asimismo, de la gestión cumplida Herrera extractó una serie de notas, más tarde convertidas en un libro bajo el título Labor diplomática en Norte América, publicado en 1905 y donde advierte la paulatina transformación de Estados Unidos en un «nuevo imperio».
En 1902, durante su misión diplomática, envía a la cancillería uruguaya notas donde advierte, analiza y prevé el desarrollo de los Estados Unidos como potencia, particularmente su pretendido patronazgo sobre el continente americano, demostrado según Herrera por las reacciones norteamericanas ante la intervención europea en Venezuela ese mismo año. Aun así, durante esa misión comercial Herrera demostró gran interés en la actividad pública norteamericana, particularmente el sufragio libre y el respeto a las libertades públicas y privadas.
En 1903, José Batlle y Ordóñez es electo presidente de la República gracias a los votos de los legisladores blancos allegados a Eduardo Acevedo Díaz, en discrepancia con el Directorio del Partido Nacional que apoyaba a Juan Carlos Blanco. Al designar jefaturas políticas, Batlle otorgó dos de las que les correspondían al Partido Nacional, según el Pacto de la Cruz, a blancos del sector de Acevedo Díaz, provocando que Aparicio Saravia movilizara tropas. Ante esta tensión política nacional, Herrera decide volver a Uruguay en uso de licencia, aprovechando para renovar contactos partidarios y graduarse como como doctor en Derecho y Ciencias Sociales en la Universidad de la República. Las movilizaciones de ese año se calmaron momentáneamente con el Pacto de Nico Pérez, pero a principios de enero de 1904, ante una controversia surgida en Rivera, estalla la guerra de 1904. Herrera presenta su renuncia oficial al cargo de delegado el 6 de enero de 1904, a lo que el presidente Batlle responde dictando un decreto en el que destituía a Herrera y posteriormente decretó su prisión por traición. Liberado a los 15 días, se incorporó a la revolución saravista.

### Revolución de 1904

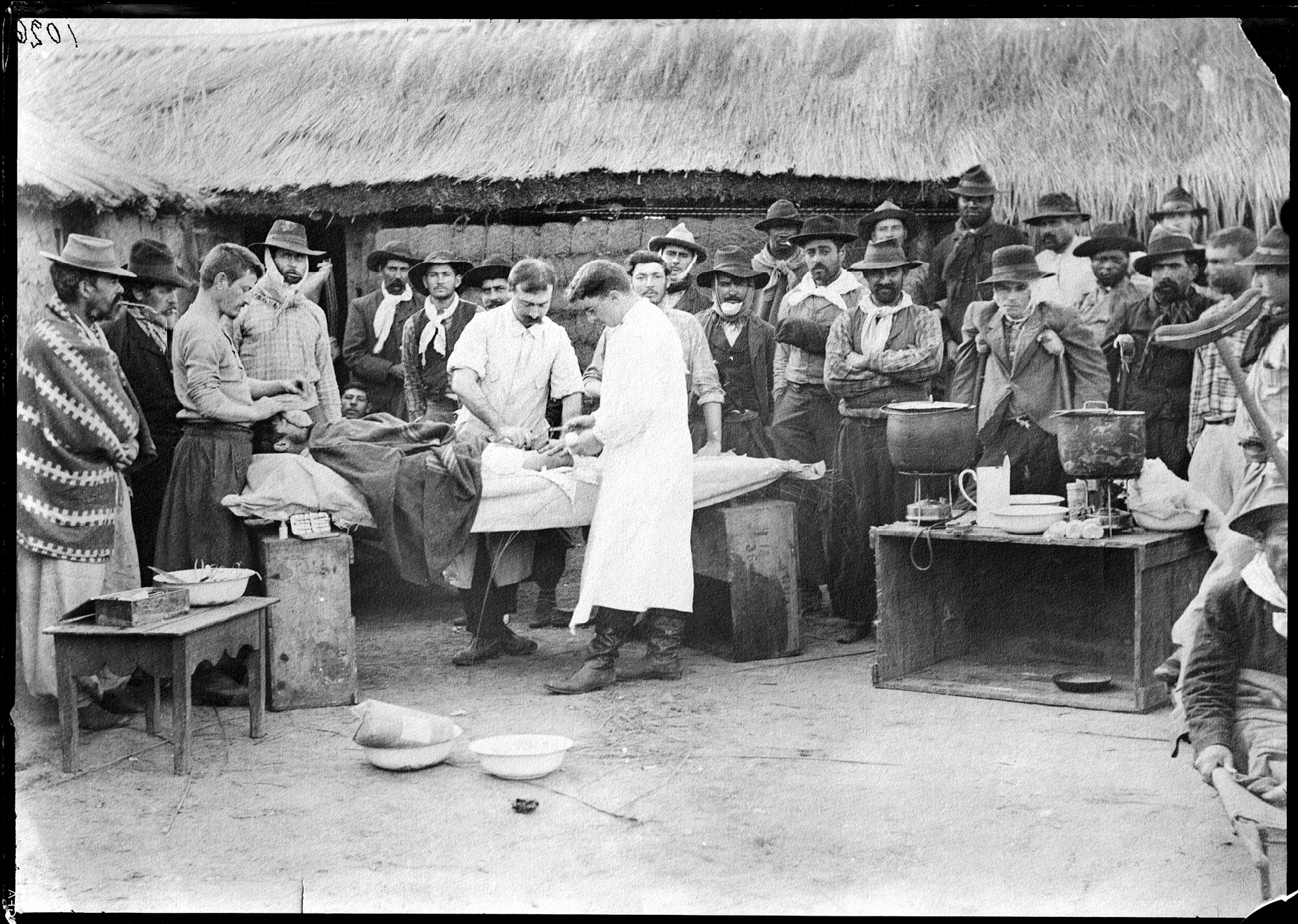
Tropas nacionalistas en la guerra de 1904.

Luis Alberto de Herrera tomó parte en la guerra de 1904 con el grado militar de teniente; participó en la batalla de Masoller donde Aparicio Saravia sería herido de gravedad, falleciendo días después, en Brasil, el 10 de septiembre de 1904. Tras la muerte de Saravia, la figura de Herrera adquiere relevancia por ser encomendado a la redacción de las bases que presentaron los blancos en las negociaciones de paz que culminaron con el acuerdo de Paz de Acegúa del 24 de septiembre de 1904.

## Ascenso político

### Inicios en la actividad legislativa
Terminada la contienda de 1904, Herrera y Carlos Roxlo fundaron La Democracia, cuyo primer número salió el 8 de noviembre de 1904.En diciembre de ese año comenzó a regir una ley que modificó la representación parlamentaria, pasando de 69 a 81 los integrantes de la Cámara de Representantes, y modificando también la distribución de bancas: solo si se obtenían un tercio de los sufragios los sectores minoritarios tendrían representación. Esta ley fue llamada con ironía por los blancos como «La Ley del Mal Tercio» y criticada por Herrera.

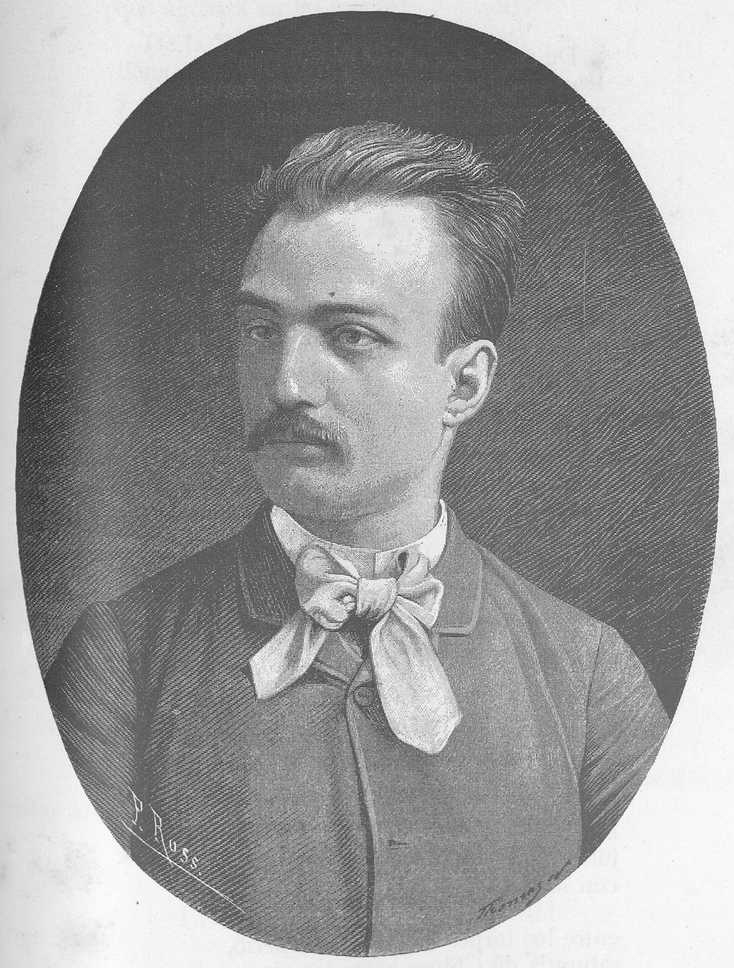
Carlos Roxlo, cofundador de La Democracia junto a Herrera y compañero de este en el ámbito legislativo en sus primeros años.

En 1905, con 31 años de edad, Herrera ingresa por primera vez al Parlamento, siendo diputado por Montevideo en la 22.ª Legislatura.Al ingresar a la Cámara de Representantes Herrera proclama: «hemos llegado aquí en las puntas de las lanzas revolucionarias».El 23 de febrero de 1905, los recientemente convertidos en legisladores Luis Alberto de Herrera y Carlos Roxlo presentan un proyecto legislativo infructuoso conocido como la «Ley del Trabajo», donde se destacan elementos como: reglamentación de la jornada laboral (en su artículo 24: «Los operarios de las empresas constructoras, fábricas y talleres, no podrán trabajar sino once horas durante el día y nueve durante la noche, con un descanso que se calculará en dos horas durante el día y en una hora para el trabajo nocturno»), condiciones de organización e higiene de los talleres, accidentes de trabajo, limitación del trabajo infantil y femenino, etc.
La prédica anti-oficialista de La Democracia determinó que, en marzo de 1906 y por orden del presidente José Batlle y Ordóñez, el diario fuera momentáneamente clausurado; Herrera y Roxlo desacatan la orden y editan el diario con un violento artículo. Durante dos días continúa la edición el periódico, siendo los lugares ocupados por la policía. Levantada la censura, vuelven a publicar los artículos de las ediciones clandestinas para que sean leídos en el interior del país, por lo que Herrera es aprehendido por la policía a pesar de los fueros que le correspondían por ser legislador. La Cámara de Representantes unánimemente respalda a Herrera por lo que resuelta rápidamente liberado.

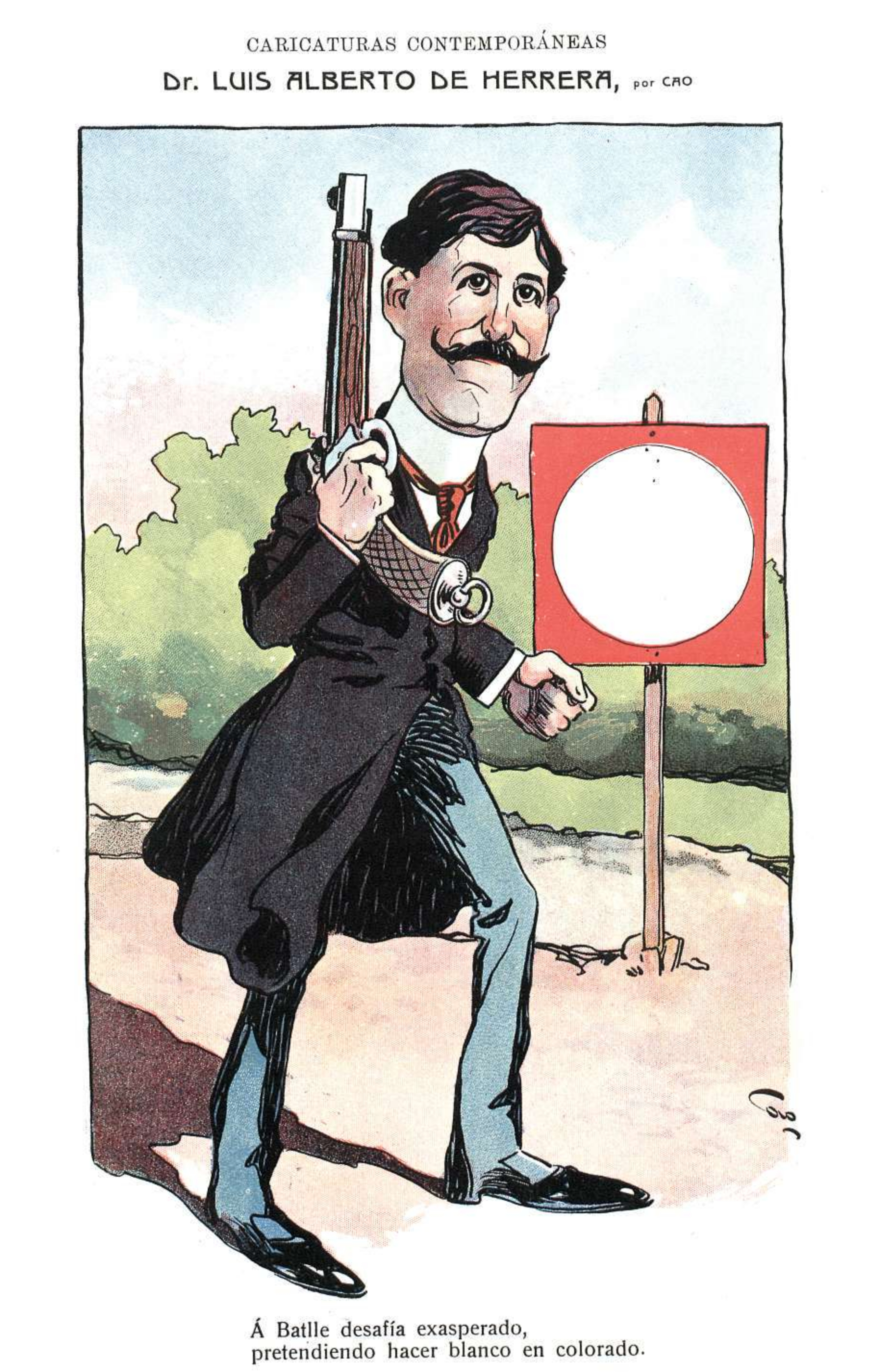
Caricatura de Luis Alberto de Herrera que evoca el reto a duelo de este a José Batlle y Ordóñez, por el cual finalmente terminó batiéndose con un hijo de la esposa de Batlle, Ruperto Michaelson Pacheco, en 1906.

En 1906, se realizó en una dependencia del Ejército sobre la avenida 18 de Julio un velatorio simbólico de los restos de los oficiales combatientes en la batalla de Tupambaé, de la revolución de 1904. Luego de expresar su pésame, el entonces presidente de la República, José Batlle y Ordóñez, salió caminando por la principal avenida rodeado de un fuerte dispositivo de seguridad. Esto motivó que al día siguiente el diario La Democracia le dedicara una invectiva titulada Miedo. La réplica no se hizo esperar; llegó a las 24 horas y salió impresa en la edición vespertina de El Día, con formato de editorial y la firma de Batlle y Ordóñez, quien subió la apuesta con el título ¿Quién dijo miedo?. En ella el presidente escribió una frase que dinamitó el vínculo entre Batlle y Herrera: «¡Oh tú, bellísima e irreflexiva niña que no tuviste a tu lado un varón fuerte en los días de peligro, como lo habías tenido débil en los de falta, álzate de tu olvidado lecho de piedra y dinos quién dijo miedo!». Frase en alusión a Celia Rodríguez Larreta, mujer patricia que fue asesinada el 26 de diciembre de 1904 por su marido, el teniente Adolfo Latorre, para que luego Teófilo Díaz, el abogado que había mediado en la separación de la pareja, se hizo presente en el sitio y matara de un balazo a Latorre. Celia había sido amante de Luis Alberto de Herrera en aquellos momentos; este último estalló de furia y retó a duelo a Batlle, quien se excusó argumentando que no podía aceptar porque era el presidente de la República. Herrera finalmente se batió el 22 de abril de 1906 con Ruperto Michaelson Pacheco, hijo de la esposa de Batlle, sin consecuencias para ambos.

Además, Herrera redactó el programa del Partido Nacional de 1906; entre todas las propuestas se destacaban varios elementos ya propuestos mediante legislación y otros nuevos, como la jornada de nueve y ocho horas referidas al trabajo diurno y nocturno, respectivamente, y el descanso dominical, las condiciones en el lugar de trabajo, las limitaciones al trabajo de niños y mujeres, la rebaja de las tarifas de ferrocarriles, del servicio postal y de los impuestos de carácter directo.

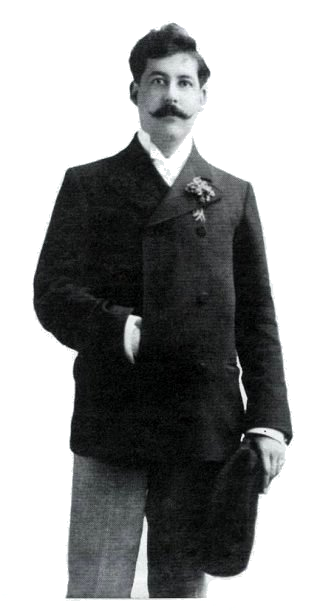
Luis Alberto de Herrera.

El 27 de enero de 1908, Luis Alberto de Herrera contrajo matrimonio con Margarita Uriarte Olascoaga (quien era viuda de Alberto Heber Jackson, con quien tuvo dos hijos: Alberto Heber Uriarte y Margarita Heber Uriarte). Ese mismo año nace la única hija del matrimonio: María Hortensia de Herrera Uriarte. Terminado su período legislativo en 1909, la familia viaja a Europa y se instala en París. En el tiempo parisino Herrera mantiene una gran actividad intelectual; edita dos obras consideradas fundamentales en la definición de su pensamiento, La Revolución Francesa y Sudamérica en 1910 y El Uruguay Internacional en 1912.En este último libro Herrera calificó de «anodino» el Protocolo Ramírez-Sáenz Peña firmado en 1910, que consagró el statu quo de límites entre Uruguay y Argentina en el Río de la Plata. Tampoco fue ajeno a la decisión del Barón de Río Branco, canciller del Brasil –que, ante la posición argentina, concedió al Uruguay derechos sobre la Laguna Merín y el Río Yaguarón, no contemplados en los cuestionados Tratados de 1851. Asimismo, también en 1908 publicó La Doctrina Drago y el interés de Uruguay y el primer tomo de La Diplomacia Oriental en el Paraguay, cuyo segundo tomo sería publicado en 1911.
En 1910 entre por primera vez al Directorio del Partido Nacional como secretario de actas, bajo la presidencia de Alfredo Vásquez Acevedo. En septiembre de ese mismo año publica en la revista Vida Moderna un artículo en el que da los lineamientos de su idea de propiciar la unión gremial de los hacendados, convirtiéndolos en dinamizadores del proceso político. Herrera propugna por la unión gremial del campo, a la postre colaborando en la fundación de la Federación Rural en 1915, junto a otros figuras como Pedro Manini Ríos o José Irureta Goyena, organización que además haría contrapeso a la Asociación Rural, de mayoría pro-oficialismo.
En 1913, el Presidente de los Estados Unidos, Theodore Roosevelt, visitó Uruguay en el marco de su expedición en Sudamérica y pidió una entrevista con Herrera, ya que le interesaba comentar con él su libro La Revolución Francesa y Sudamérica, publicado en 1910. En 1914 viajó a Paraguay para reforzar viejos lazos históricos de su partido con aquel país y fue elegido diputado por Río Negro.[cita requerida]
El 7 de septiembre de 1914 fue fundado en la localidad de Guarambaré, Paraguay, el club de fútbol «Luis Alberto de Herrera» por un grupo de jóvenes, en agradecimiento por el «ferviente apoyo» de Herrera al Paraguay. En el estatuto se señala que la institución se ha creado «a fin de rendir homenaje al ilustre ciudadano uruguayo, […] quien se ha erigido con empeño y desinterés en un verdadero baluarte de la defensa de los derechos del Paraguay». Para muchos grupos de opinión de ese país el apoyo de Herrera y su preocupación además por la posición del Paraguay en la Guerra de la Triple Alianza, fue entendida como «restitución de la memoria de los vencidos».

### El debate por la reforma constitucional de 1917

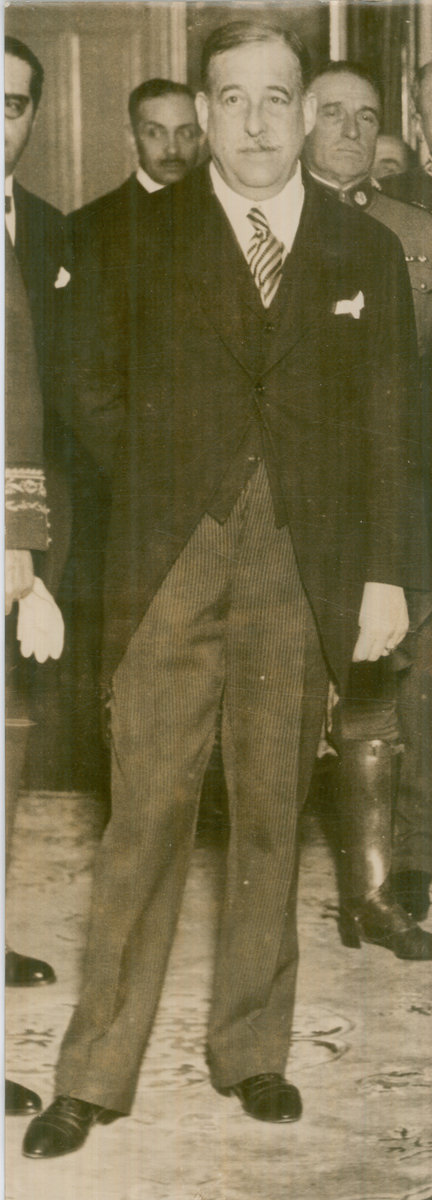

El 4 de marzo del año 1913 el presidente Batlle y Ordóñez publica en El Día un artículo donde propone una reforma constitucional que consagre un Poder Ejecutivo ejercido por una Junta de Gobierno integrada por nueve miembros (conocido como «el colegiado»). Los miembros desempeñarían funciones de tales por nueve años, debiendo ser elegido uno de ellos cada año; el Partido Nacional lo consideró una maniobra tendiente a perpetuar indefinidamente al Partido Colorado en el poder. El debate en los años siguientes estaría marcado por las características de una reforma electoral. Batlle deja la presidencia el 1 de marzo de 1915, asumiendo en su lugar Feliciano Viera. A finales de 1915 se sanciona la ley que convoca a la elección de una Convención Nacional Constituyente.El 14 de agosto de 1916, a propuesta de Herrera, el Directorio del Partido Nacional designó una comisión para elaborar un proyecto de reforma constitucional conforme al programa de principios partidarios.
El 30 de julio de 1916 se realiza la elección de constituyentes, primera elección uruguaya con voto secreto y representación proporcional. Aunque el Partido Colorado obtuvo la mayoría de constituyentes, el sector del riverismo, contrario a la idea del colegiado, dejó al batllismo y a su proyecto colegialista en minoría, haciendo imprescindible la negociación. Las negociaciones entre constituyentes colegialistas y anticolegialistas se desarrollaron pactando una solución innovadora: un Poder Ejecutivo bicéfalo. Seguiría existiendo el cargo de presidente de la República, limitado a ciertos ministerios, mientras coexistía con el Consejo Nacional de Administración (CNA) compuesto por nueve miembros (con mandatos de seis años y renovados por tercios en elecciones con doble voto simultáneo cada dos años) y encargado de funciones administrativas y de gobierno.Herrera reaccionó negativamente a este suceso, enrostrando al constituyente Martín C. Martínez su conducta en una carta pública.La nueva Constitución fue ratificada por la ciudadanía vía plebiscito el 25 de noviembre de 1917. Entró en vigencia el 1 de marzo de 1919, junto a la asunción de los primeros integrantes del Consejo Nacional de Administración y del nuevo presidente, Baltasar Brum.
Con la entrada en vigencia de la nueva Constitución comienza un período de ejercicio cívico inédito hasta entonces en Uruguay, pues se votaba constantemente: cada cuatro años para elegir presidente, cada tres para diputados, cada dos para renovar un tercio del CNA y de la Cámara de Senadores. Así, durante la vigencia de esta carga magna, en Uruguay se votó en 1919, 1920, 1922, 1925, 1926, 1928 y en 1930, 1931 y en 1932. Herrera se convirtió en un actor fundamental de este proceso electoral desde el Partido Nacional.

## Liderazgo en el Partido Nacional

### Primera candidatura presidencial
En 1920, Herrera asume por primera vez como presidente del Directorio del Partido Nacional.A fines de ese año, Herrera aceptó un pedido de Lorenzo Carnelli, líder de los «radicales blancos», de ser una fracción diferenciada y con personería jurídica propia dentro del Partido Nacional. Este grupo minoritario «defensor de un programa ideológico renovador» no fue percibido en ese momento con alarma o preocupación.Como presidente del Directorio, en 1921 organizó la repatriación de los restos del caudillo Aparicio Saravia desde Santa Ana do Livramento a Montevideo. La urna, de bronce y nogal, lucía una placa de oro que llevaba grabada la siguiente inscripción pergeñada por Herrera: «A Aparicio Saravia, insurrecto genial, libertador y misericordioso. Sus hermanos de causa».

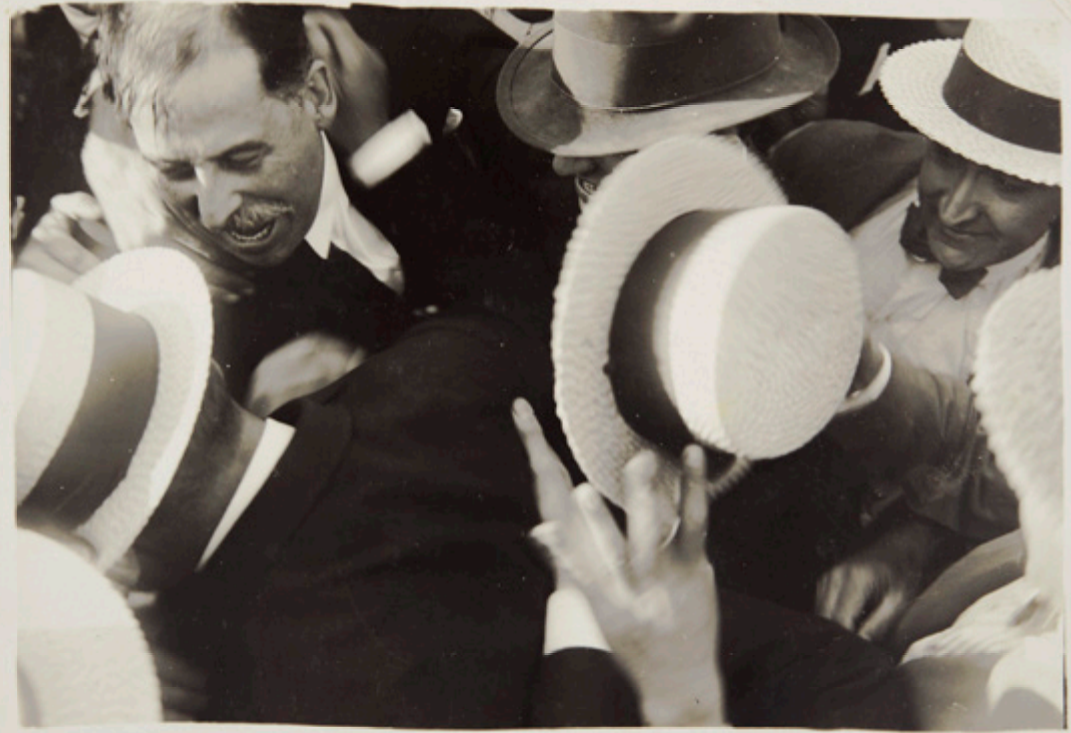
Luis Alberto de Herrera saludado por personas tras culminar su duelo con el presidente colorado Baltasar Brum, el 13 de diciembre de 1922.

Llegado el año 1922, el 26 de noviembre se celebrarían elecciones generales donde, entre otras cosas, se elegiría presidente de la República. Meses antes el Partido Nacional eligió a su candidato mediante un «congreso elector» donde compitieron la candidatura de Luis Alberto de Herrera para la primera magistratura, y la de Carlos María Morales y Alfredo García Morales, como consejeros; contra la fórmula de Arturo Lussich como presidente y la de Martín C. Martínez y Leonel Aguirre para consejeros. Herrera triunfó y fue electo como candidato presidencial único, el 20 de octubre, en el teatro Artigas de Montevideo, presentó su programa de gobierno: proclamaba evitar el conflicto entre el capital y el trabajo y que solo serían admitidas las «reformas juiciosas», a diferencia del batllismo. Sin embargo, el punto más reiterado por Herrera fue que en Uruguay todavía no se había conquistado definitivamente la libertad política. Así, su promesa de garantizar el juego electoral limpio constituyó el principal eje discursivo de sus intervenciones mediáticas. Una novedad de la campaña nacionalista fue el «tren relámpago» que con los candidatos y otras personalidades del partido visitó «todos los departamentos, todas sus capitales, todos los pueblos acordonados a los rieles».
El contrincante de Herrera en su primera elección fue el ingeniero José Serrato, un colorado independiente. El resultado dio como ganador a Serrato por unos miles de votos. Herrera denunció que las elecciones generales de 1922 se habían llevado a cabo con presencia de fraude, llegando a acusar de esto al presidente de ese momento, Baltasar Brum; sobre esto Herrera escribió: «Mostrando el cáncer en toda su desnudez y por doloroso que sea, es impuesto declarar que el fraude sigue siendo una institución gubernativa. En ese concepto nada separa al actual presidente de los peores que hemos soportado». Este artículo provocó que el 13 de diciembre de 1922 se realizara entre ambos un duelo con pistola. El duelo culminó sin consecuencias físicas para ninguno de ellos, aunque tuvo importantes repercusiones públicas y simbólicas.

### Presidente del Consejo Nacional de Administración
El 8 de febrero de 1925 tuvieron lugar las elecciones parciales del Consejo Nacional de Administración en donde se renovaron tres de los puestos del Consejo Nacional de Administración y parte de las bancas al Senado. En esta elección el sector del vierismo, contrario al batllismo, debido a discrepancias internas votó por fuera del lema Partido Colorado; esta deserción momentánea provocó que el lema Partido Nacional resultara primero en la elección. De esta manera Luis Alberto de Herrera fue electo no solo para integrar el CNA (donde permanecerá hasta 1931), sino para presidirlo entre el 1 de marzo de 1925 y el 1 de marzo de 1927 (última etapa de la presidencia de José Serrato).

### Segunda candidatura presidencial

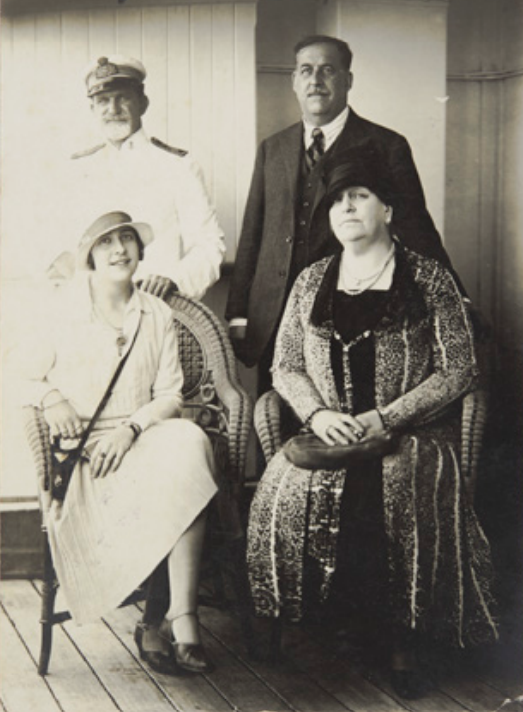
Luis Alberto de Herrera y su familia en 1927, durante su viaje a Europa. En la fotografía fueron retratados a bordo Herrera, su esposa Margarita Uriarte, su hija María Hortensia y el «comandante» del barco.

Luis Alberto de Herrera, de 56 años de edad y en ese momento sufriendo de fiebre tifoidea, fue nuevamente el candidato presidencial del Partido Nacional en las elecciones generales de 1926 celebradas en noviembre. El Partido Nacional perdió este elección por un estrecho margen de votos ya que los blancos radicales, encabezados por Lorenzo Carnelli, votaron por fuera del lema Partido Nacional (habían sido previamente expulsados en 1924 por decisión del Directorio). El Partido Colorado se hizo nuevamente con la victoria, siendo el candidato más votado dentro de ese lema Juan Campisteguy, ungido presidente de la República.
En 1927, bajo el reinado de Víctor Manuel III, Herrera y su familia viajaron a Italia, como retribución a la visita a Uruguay de su hijo, el príncipe Umberto de Saboya. Estando en Génova el cónsul uruguayo les dio la noticia que el presidente Juan Campisteguy nombró a Herrera como embajador ante el Rey de Gran Bretaña e Irlanda. La designación de Herrera como Embajador Extraordinario y Ministro Plenipotenciario ante Gran Bretaña, aprovechaba su presencia en Europa para retribuir también la visita oficial del príncipe de Gales Eduardo a Uruguay en 1925. Previo a su marcha a Inglaterra, Herrera se reunió con el rey Víctor Manuel III y con Benito Mussolini, y se le concedió la Gran Cruz de la Orden de la Corona de Italia. Herrera pronunció un discurso en Radio Roma y elogió a Mussolini como una «figura extraordinaria», «centro de este formidable movimiento anímico, cívico, patriótico y social».Durante su estancia en Londres recopiló entonces información relativa a las gestiones de Lord John Ponsonby en el Río de la Plata que determinaron en 1828 la creación de Uruguay como país independiente. Sobre la base de la información recogida Herrera escribió uno de sus principales trabajos históricos: La misión Ponsonby (1930).[cita requerida]
En octubre de 1929, fallecido José Batlle y Ordóñez, cuando en el CNA se propuso dispensar honores fúnebres al expresidentes Herrera afirmó:

«Votaría afirmativamente los honores propuestos, por tratarse de un ciudadano que ha ejercido la presidencia de la República y por ser jefe de una comunidad política adversaria; pero, a la vez, deja constancia de que este voto no significa modificar, en los más mínimo, el concepto que tiene formado, a través de 24 años de resistencia, sobre su gestión pública».

### Tercera candidatura presidencial

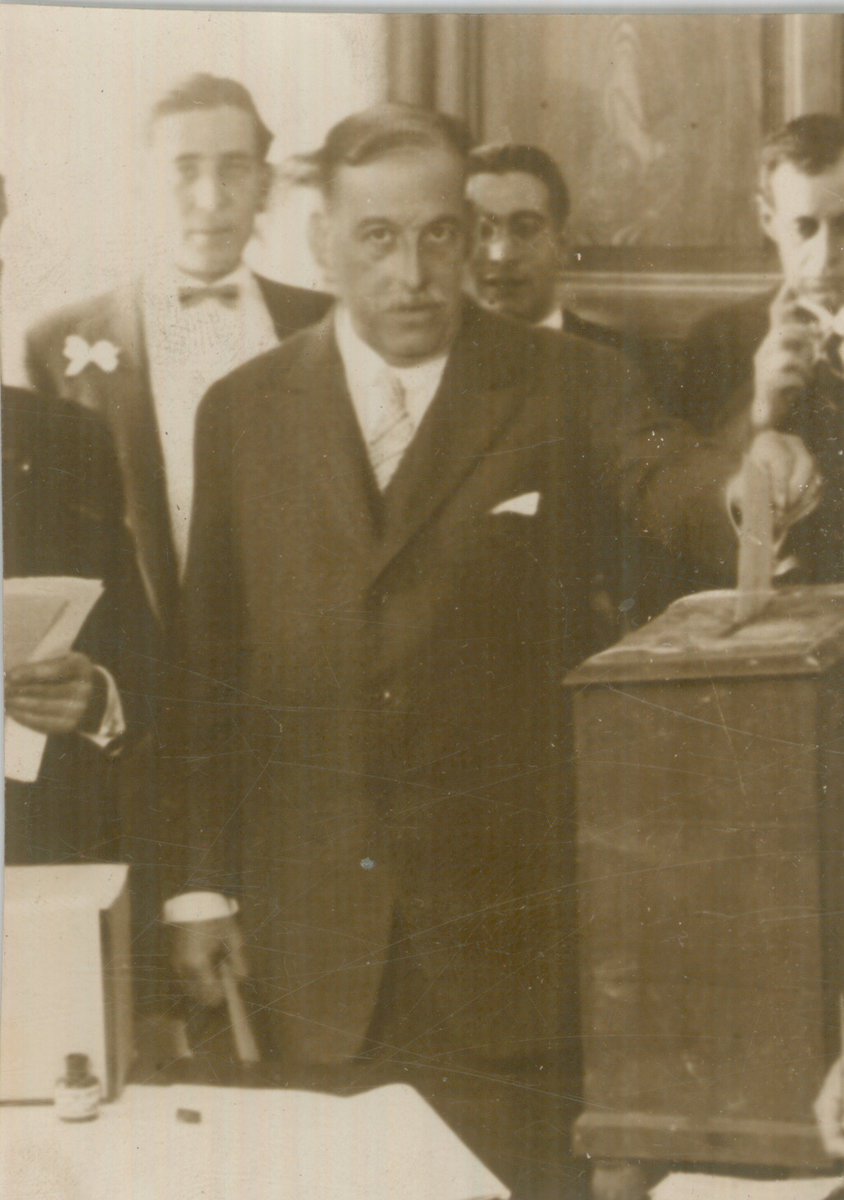
Luis Alberto de Herrera votando.

Herrera fue por tercera vez candidato en las elecciones generales de 1930. Herrera fue el candidato nacionalista más votado, el otro candidato blanco en aquellos comicios fue Eduardo Lamas. Aun así, el abogado colorado Gabriel Terra fue el candidato más votado y el lema ganador fue el Partido Colorado, por lo que este fue ungido presidente de la República.
En 1931 se sanciona por parte de la mayoría compuesta en el Consejo Nacional de Administración por batllistas y el nacionalismo independiente la ley que establecía el reparto proporcional de los cargos públicos entre las fracciones que integraban dicho órgano. La iniciativa primaria había sido del diputado Bernardo Rospide, fiel amigo de Herrera. Aun así, Herrera, contrario al pacto, lo llamó irónicamente como el «Pacto del Chinchulín».
Herrera comienza a asumir una posición cada vez más crítica respecto a la CNA, y se proclama partidario de una nueva reforma constitucional tendiente a suprimir el Poder Ejecutivo bicéfalo. Tras que su sector sea derrotado en 1931 en la interna nacionalista en la Convención del Partido Nacional de 1931, fustiga por igual al batllismo y a la nueva conducción mayoritaria de su partido.También en 1931, el 29 de junio, Luis Alberto de Herrera y Juan Pedro Suárez fundan el diario matutino partidario El Debate que serviría como su medio de expresión en los años venideros.Asimismo, ese año se funda el Comité Nacional Herrerista, que consagró el nacimiento oficial de la corriente y cuyo objetivo inicial se concretó en una frase: «Con Herrera, por el plebiscito, contra el colegiado».
Entre el 9 y el 29 de septiembre de 1932 se desarrolló la batalla de Boquerón, la primera batalla de la Guerra del Chaco, conflicto que enfrentó a Bolivia y Paraguay. Herrera apoyó a Paraguay y hasta visitó el país y el frente de batalla.Ese mismo año, llegadas las elecciones para renovar el tercio del Consejo Nacional de Administración, Herrera y su sector; y el sector colorado riverista, se abstienen de participar como manifestación contraria al sistema ejecutivo bicéfalo.

### Participación en el golpe de Estado de Gabriel Terra y la Constitución de 1934

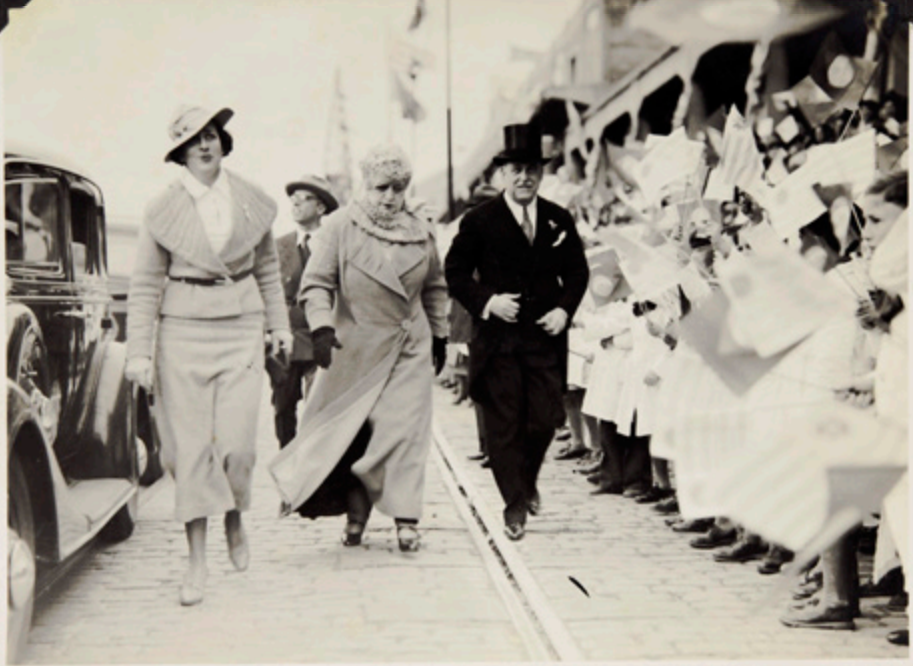
Luis Alberto de Herrera, Margarita Uriarte y María Hortensia de Herrera, en el puerto de Montevideo, en ocasión del arribo del presidente de Brasil, Getúlio Vargas, en visita oficial, el 30 de mayo de 1935

Al producirse la Gran Depresión, tras la crac de 1929 en la bolsa neoyorquina, Uruguay no escapó de la crisis económica mundial. La crisis económica trajo múltiples cuestionamientos políticos, sobre todo al Consejo Nacional de Administración, el órgano encargado del control de la economía y finanzas. Herrera coincidió con el presidente Gabriel Terra en la necesidad de modificar la Constitución de 1918 para suprimir el Poder Ejecutivo bicéfalo, que consideraban «inoperante». La Constitución de 1919 era rígida, ya que para su reforma debían de estar de acuerdo dos legislaturas sucesivas y por una mayoría de las dos terceras partes de los votos. Herrera, en una editorial de El Debate, se inclinaba a favor de la «revolución redentora», ya que «cuando agonizan los pueblos, sólo son salvadores los remedios heroicos». La alianza entre Herrera y Terra se selló en la entrevista que mantuvieron el 13 de enero de 1933 en la casa de un amigo en común; la reunión se desarrolló de manera cordial, siendo ambos antiguos compañeros de la Facultad de Derecho. Poco después se organizó un Comité Pro-Plebiscito y Reforma Constitucional, en reacción un grupo de ciudadanos batllistas publicó el 30 de marzo un manifiesto en el que proclamaban esa oposición como inconstitucional. Esa mista tarde el presidente Terra comunicó al Poder Legislativo una serie de medidas extraordinarias, que la Asamblea General discutió la noche del 30 al 31 de marzo hasta declararse en contra. En las primeras horas del día 31 de marzo de 1933, se llevó a cabo el golpe de Estado con la contestación del presidente Terra: disolución del Parlamento y el Consejo Nacional de Administración e intervención de los entes autónomos del Estado. Herrera, quien se encontraba en ese momento en Río de Janeiro, apoyó políticamente el golpe.
En esos días, el diario El Debate publicó una carta enviada desde Río de Janeiro por Herrera al dirigente Aniceto Patrón en la que le aconsejaba: 

«¡Qué gran suceso acaban ustedes de presenciar! Es consolador lo que estamos viendo: realizado el ensueño de liberación nacional que ardía en el pecho de los buenos ciudadanos (...) Es el comienzo de un nuevo tiempo. Los primeros pasos no puede ser más acertados (...) Rodeen al presidente, apóyenlo (...) Lo esencial es poner la patria por encima de los partidos (...) Consumada la crisis, yo no hago falta ahí».

El golpe de Estado suspendió temporalmente el sistema democrático y la libertad de prensa. El 25 de junio de 1933 se llevaron a cabo comicios para elegir a la Convención Nacional Constituyente con el 42% de abstención. El 22 de marzo de 1924, la Convención Constituyente renovó a Gabriel Terra otra vez como presidente para el período 1934-1938. Dos días después aprobó la nueva Constitución, que fue ratificada mediante plebiscito el 19 de abril de 1934 en conjunto con la elección de senadores, diputados e intendentes, con la abstención de batllistas y nacionalistas independientes. Además, la nueva Carta magna no solo suprimía al CNA, regresando al presidencialismo, sino que modificaba la composición del Senado instalando el llamado «senado de medio y medio«, compuesto por 15 senadores del partido más votado y otros 15 de la lista más votada del segundo partido más votado; esta nueva integración legislativa hecha a medida para el régimen favorecía al herrerismo y al «terrismo».Herrera actuó como constituyente y como senador, y se zanjó su liderazgo en el Partido Nacional de forma indiscutible. 
En las elecciones generales de 1938 Herrera no fue candidato, en cambio buscó permanecer en el Senado y la candidatura herrerista, y única del Partido Nacional, fue la de Juan José de Arteaga en fórmula con Carmelo Cabrera. Pero el Partido Colorado resultó vencedor, siendo el candidato oficialista más votado el arquitecto y militar Alfredo Baldomir, también cuñado de Terra, quien asumió la presidencia el 19 de junio de ese año.

### Presidencia de Alfredo Baldomir: el debate sobre las bases extranjeras y el «golpe bueno» de 1942
La presidencia de Alfredo Baldomir (1938-1942) estuvo fuertemente marcada por el singular ámbito internacional: el comienzo de la Segunda Guerra Mundial. Si bien el conflicto comenzó el 1 de septiembre de 1939, en diciembre de ese año el conflicto se hizo sentir en Uruguay con la llegada del acorazado alemán Graf Spee al puerto de Montevideo, y su posterior destrucción. Este evento, con gran repercusión a nivel político y social, convergió con las intenciones de Estados Unidos, en ese momento neutral, de «asegurar el hemisferio» a través de la instalación de bases militares en distintos países latinoamericanos.
Con percepciones de una posible extensión transatlántica de la guerra europea, se origina la sugerencia de instalar bases navales en el continente a través de un memorándum del 23 de mayo de 1940, que Estados Unidos compartió con las cancillerías de distintos países de la región como Uruguay. En noviembre, un artículo del New York Times se mencionaba que Uruguay y los Estados Unidos habrían llegado a un acuerdo para el establecimiento de bases navales y aéreas en territorio uruguayo (en Laguna del Sauce, Maldonado), causando gran revuelo nacional. Fue entonces cuando el herrerismo, con Luis Alberto de Herrera al frente, lanzó su campaña de ¡Bases no!, coronada el 21 de noviembre con la interpelación al canciller Alberto Guani que ejecutó el legislador Eduardo Víctor Haedo. Ese día, el Senado, por 25 votos de 26 presentes en contra de la instalación de bases extranjeras. Esta acción encolerizó a la embajada estadounidense, funcionando como precedente para otros países de la región. El Partido Comunista comenzó a usar en este etapa el eslogan «Herrera nazi», coreado por otros sectores de la izquierda uruguaya, para despotricar contra el dirigente nacionalista.

Domicilio de Herrera durante el «golpe bueno» de 1942.

Asimismo, esto ayudó a herir la coalición que mantenía el herrerismo con el gobierno, que poseía tres ministros y la mitad del Senado como dictaba la Constitución de 1934. Baldomir, quien ya había anuncio en su discurso inaugural intenciones de modificar la Carta magna, designó en 1940 una Comisión de Reforma Constitucional con delegados de todos los partidos, excepto del herrerismo. La Comisión trabajó durante todo ese año, presidida por Juan José de Amézaga, y elevó su informe al presidente. Las diferencias se ahondaron en marzo de 1941, cuando el herrerismo hizo causa común con el blancoacevedismo para bloquear el candidato de Baldomir a la presidencia a la Cámara de Diputados. En consecuencia, Baldomir sustituyó a los tres ministros herreristas por figuras de su sector, en contra de lo que dictaba la Constitución. En octubre de 1941, el presidente convocó a una Junta Consultiva para estudiar el proyecto de reforma constitucional, donde no estaban presentes ni herreristas ni comunistas. Las recomendaciones de la junta fueron aprobadas por el Ejecutivo y elevadas a Parlamento, donde chocaron con la resistencia del herrerismo y del vicepresidente César Charlone en el Senado. Finalmente, a cinco semanas de las elecciones previstas, el 21 de febrero de 1942, el presidente Baldomir disolvió el Parlamento, destituyó al vicepresidente y asumió brevemente pleno poderes. Esto fue conocido como el «golpe bueno» de 1942, debido a que no ocurrió ni censura ni detenciones. Posteriormente se elevó al Consejo de Estado el proyecto de reforma constitucional.

### Cuarta y quinta candidatura presidencial

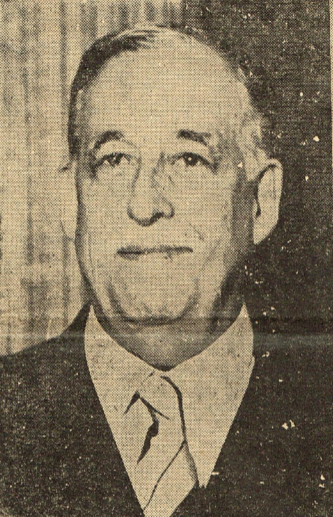
Luis Alberto de Herrera.

En noviembre se celebraron las elecciones generales de 1942, Luis Alberto de Herrera fue nuevamente candidato a la presidencia, en fórmula con Roberto Berro. Esta elección supuso un grave revés para el Partido Nacional, que no logró la victoria en ningún departamento. La dañada imagen del caudillo provocó que el herrerismo tocara fondo en esta elección. El Partido Colorado logró la victoria en todos los departamentos y mayoría en ambas cámaras; la fórmula ganadora fue la de Juan José de Amézaga - Alberto Guani (fórmula pactada entre el batllismo y el baldomirismo). Junto a estas elecciones simultáneamente se plebiscitó la reforma constitucional, que logró obtener el respaldo del 77% de los votantes, para luego entrar en vigencia la nueva Constitución que mantuvo el presidencialismo, pero devolvió la proporcionalidad al Senado y mantuvo la coparticipación en el gabinete. Amézaga contó durante su mandato con un amplio apoyo que reunía al Partido Colorado, a los nacionalistas independientes y, desde fuera de la coalición, a los cívicos, socialistas y comunistas, estos últimos tan sólo mientras duró la Segunda Guerra Mundial. Durante el resto de este conflicto Herrera y su sector fueron los únicos que continuaron defendiendo la neutralidad.
En febrero de 1946, el herrerismo celebró la victoria de Juan Domingo Perón en las elecciones argentinas. El peronismo y el herrerismo tuvieron conexiones ideológicas con relación a sus posiciones en política exterior, en especial en su antiimperialismo traducido en su rechazo al panamericanismo, unido a la salvaguardia de sus respectivas soberanías políticas.
En las elecciones generales de noviembre de 1946, Herrera fue por quinta vez candidato presidencial por el Partido Nacional, esta vez con Martín Echegoyen acompañándolo en la fórmula. El Partido Nacional tuvo un mejor desempeño electoral que en los pasados comicios, pero volvió a ser derrotado frente al Partido Colorado. Esta elección significó el regreso del batllismo al poder, con la fórmula: Tomás Berreta - Luis Batlle Berres. Berreta, histórico caudillo batllista de Canelones, asumió como presidente el 1 de marzo de 1947, pero solo perduró en el cargo unos meses ya que falleció el 2 de agosto de 1947, en el Hospital Italiano de Montevideo. 

### Durante el segundo batllismo: sexta candidatura y reforma constitucional de 1952
Tras la repentina muerte del presidente Tomás Berreta lo sucedió su vicepresidente como establecía la Constitución. Este era Luis Batlle Berres, sobrino del antiguo líder colorado José Batlle y Ordóñez, quien asumió la primera magistratura el 2 de agosto de 1947 con 49 años, oficializando el período conocido por la historiografía como «neobatllismo» o «segundo batllismo».

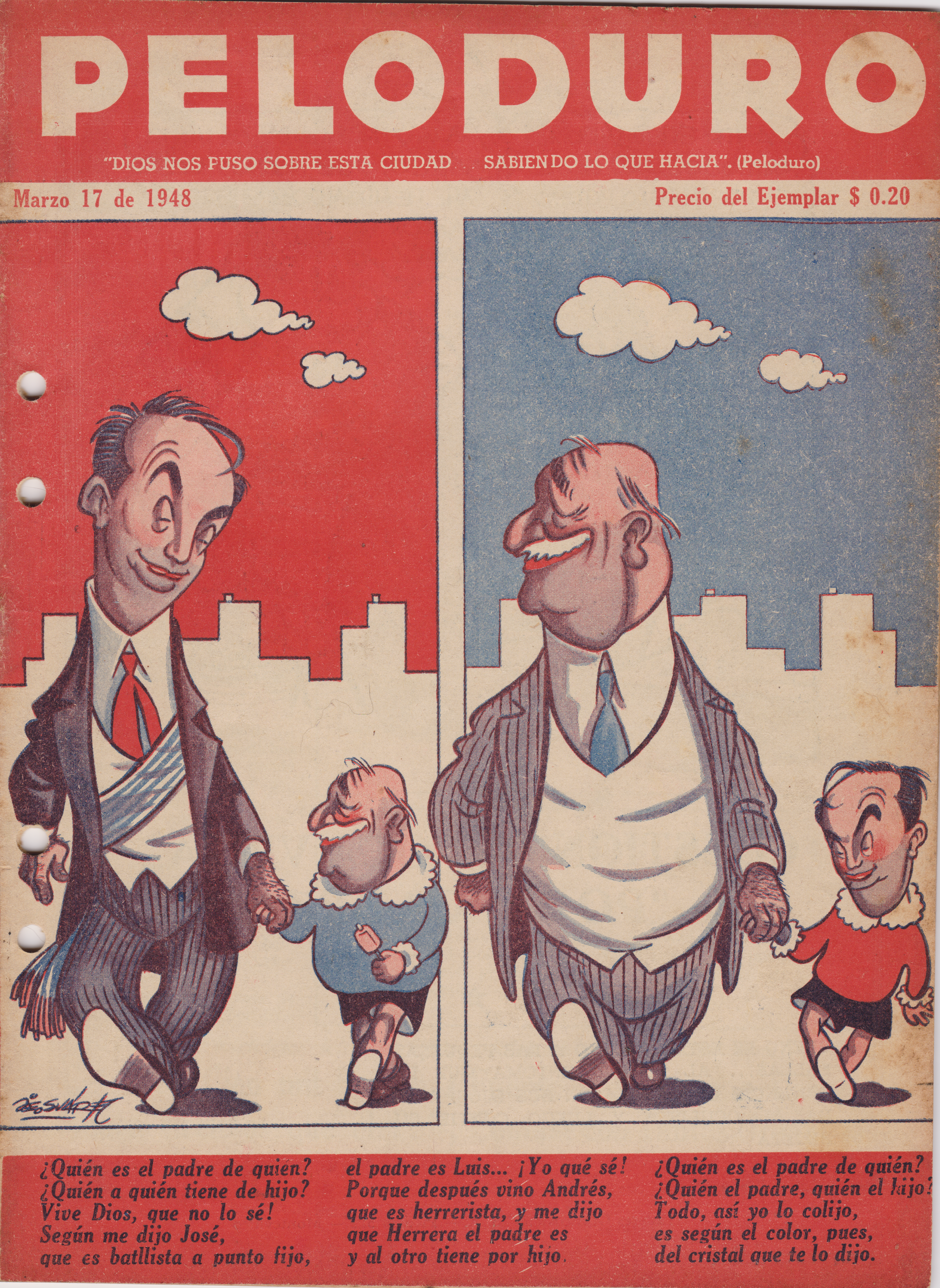
Tapa de la revista Peloduro donde enseña una caricatura que hace parodia sobre quién posee el poder real dentro de la «coincidencia patriótica» pactada entre Batlle Berres y Herrera.

Ese mismo mes, nada más asumir, el novel presidente Batlle se reunió con Luis Alberto de Herrera a efectos de explorar un acuerdo que brindara estabilidad a su gestión. El presidente desconfiaba del apoyo de sectores minoritarios de su partido, pero también temía un posible hostigamiento por parte del Partido Nacional. Por estas razones, le ofreció a Herrera cargos en los directorios de los entes autónomos a cambio de apoyo. El pacto fue denominado por Herrera como «coincidencia patriótica», pero popularmente también se le conoció, de forma despectiva, como «el reparto». En la primera quincena de 1948, el Parlamento sancionó un paquete de normas que creaban veinticinco nuevos cargos de dirección del Estado, cuya designación incluyó a miembros del Partido Nacional, como se había acordado con Herrera. Aunque circunstancial y limitada, la «coincidencia patriótica» volvió a establecer un acuerdo de coparticipación entre las fuerzas mayoritarias de ambos partidos tradicionales, y por el cual se crearon las cajas de jubilación civil, rural y de industria y comercio; se convirtió la Dirección General de Puertos en un ente, y se estatizó la Administración Municipal de Transporte (Amdet). Así el herrerismo volvió a ocupar posiciones en la administración que había perdido en 1942.
En 1950, en Santiago de Chile, durante el IV Congreso de Historia de América, el historiador mexicano Silvio Zabala propuso que Herrera fuera proclamado como el «padre del revisionismo histórico americano», lo que fue aprobado por unanimidad.
En las elecciones generales de 1950, Herrera fue por sexta y última vez candidato a la presidencia por el Partido Nacional, siendo acompañado nuevamente en la fórmula por Martín Echegoyen. La fórmula Herrera - Echegoyen fue la más votada a nivel nacional, pero perdió nuevamente ante el lema Partido Colorado, donde se impuso la fórmula oficialista Andrés Martínez Trueba - Alfeo Brum. Martínez Trueba, el candidato de Batlle, asumió la presidencia el 1 de marzo de 1951. Al asumir el presidente este planteó sus intenciones reformistas centradas en sustituir el Poder Ejecutivo unipersonal por un colegiado. El herrerismo, para sorpresa del panorama político, apoyó la propuesta del presidente. El Partido Nacional, sobre todo Herrera, había sido el mayor crítico de la idea del colegiado desde su génesis, pero despersonalizar el poder ayudaba a dilatar la ascendente figura política de Luis Batlle Berres, vista como una amenaza en filas herreristas. La lista 15, el batllismo adherente a Batlle Berres, acogió la iniciativa sin mucho entusiasmo, a diferencia del sector batllista opositor de la lista 14.Herrera ironizó sobre su apoyo argumentando: «había que entrar en el gallinero del vecino y comerle unas gallinas».[cita requerida]
Una comisión compuesta por delegados batllistas y herreristas redactó un proyecto de reforma en tiempo récord. La iniciativa fue presentada ante el Parlamento con la firma de 25 diputados batllistas, herreristas y blancoacevedistas. El nacionalismo independiente apoyó con reservas la propuesta y solo se opusieron los partidos menores. El proyecto consiguió la aprobación parlamentaria a fines de octubre y el 16 de diciembre fue ratificado en un plebiscito que contó con una muy baja participación ciudadana (compareció el 37% de los habilitados).La nueva constitución entró en vigencia el 1 de marzo de 1952, estableciendo un Consejo Nacional de Gobierno, integrado por nueve miembros, elegidos directamente por el pueblo cada cuatro años. A la lista más votada del lema más votado se le adjudicaban 6 consejeros con una excepción, mientras que los tres cargos restantes se adjudicaban al lema que siguiera en orden de votos. Martínez Trueba, por disposición transitoria, presidió el primer colegiado hasta 1955.Además, en abril de 1952 se publica el segundo tomo de la obra Antes y después de la Triple Alianza, lo que señala el fin de la producción literaria de Herrera.

### El Partido Nacional al poder

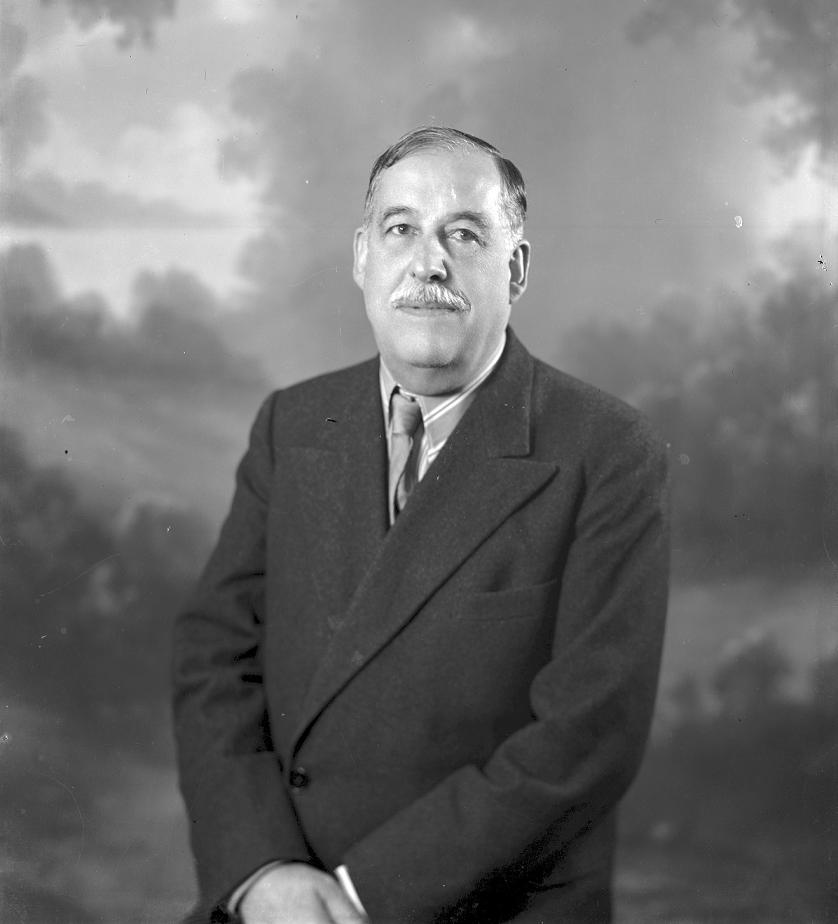

Durante el primer colegiado (1952-1955), presidido por Andrés Martínez Trueba, comienza a darse a conocer con mayor fuerza la Liga Federal de Acción Ruralista, fundada en 1951, dirigida por el comunicador radial, de origen colorado, Benito Nardone, que logró movilizar a amplios sectores de la población rural, incluyendo terratenientes, pequeños y medianos productores y trabajadores. En las elecciones de 1954 Nardone se mantuvo neutral, pero a partir de 1955 Nardone dio señales claras de su intención de participar en la competencia electoral, promoviendo acuerdos con sectores opositores blancos y colorados.
Aun así, en 1953, dentro del Partido Nacional surgió una nueva disidencia contra el herrerismo, el Movimiento Popular Nacionalista (MPN), con Daniel Fernández Crespo como su referente. Este grupo, a pesar de su antiherrerismo, siguió sumando votos al lema Partido Nacional. Además, unos meses antes de las elecciones de 1954, el Partido Nacional Independiente perdió una parte de su dirigencia que decidió regresar al Partido Nacional con el sublema Reconstrucción Blanca, siendo sus figuras más destacadas los hermanos Washington y Enrique Beltrán Mullin. De esta manera, en las elecciones generales de 1954 el Partido Nacional participó con tres sublemas: herrerismo, el MPN y Reconstrucción Blanca (con el PNI participando aún con su propio lema). Aun así, el Partido Colorado nuevamente triunfó, con la lista 15 de Batlle Berres como la más votada. El segundo colegiado asumió el 1 de marzo de 1955. Al Partido Nacional le correspondió tres consejeros: dos al herrerismo (Luis Alberto de Herrera, quien encabezó al sector, y Ramón Viña) y uno al MPN. 
Al momento de asumir su puesto como consejero, Luis Alberto de Herrera tenía casi 82 años. Durante los cuatro años correspondientes no faltó ni a una sola sesión. En este período El Debate apodó a Herrera como «el fiscal de la Nación».En una acalorada discusión en el seno del Consejo el 27 de diciembre de 1956 un adversario le recordó a Herrera que su posición política era minoritaria: «Doctor Herrera: o se calla la boca o se retira». Herrera, en una actitud propia de su estilo, le respondió: «Ni me callo, ni me voy».
En octubre de 1956, nació la Unión Blanca Democrática (en adelante, UBD) integrada por el MPN, Reconstrucción Blanca y el Partido Nacional Independiente, por lo que este último dejaría de votar fuera del lema Partido Nacional.Además, el ruralismo encabezado por Benito Nardone fue cada vez más politizando su mensaje, hasta que en el Congreso Extraordinario de Delegados de la Liga Federal celebrado el 16 y 17 de agosto de 1958 se resolvió concretar una alianza con el herrerismo. El pacto herrerismo-ruralismo presentó a sus seis consejeros, tres del herrerismo (Martín Echegoyen, Eduardo V. Haedo y Justo Alonso) y tres del ruralismo (Benito Nardone, Faustino Harrison y Pedro Zabalza) de manera intercalada.Asimismo, en conjunto a las elecciones se llevó a cabo un plebiscito constitucional propuesto por el sector Herrerista-Ruralista que proponía el regreso de un sistema presidencialista, la separación de las elecciones presidenciales de las legislativas, y la abolición del sistema de lemas. En el caso del triunfo de este plebiscito, el Herrerismo-Ruralismo propuso la fórmula Herrera a la presidencia y Nardone a la vicepresidencia, siendo esta la séptima y última candidatura presidencial de Luis Alberto de Herrera.
Finalmente, en las elecciones generales de noviembre de 1958, triunfó el Partido Nacional y el sublema herrerismo-ruralismo, pero no triunfó el plebiscito propuesto. Fue la primera victoria electoral del Partido Nacional desde las elecciones de 1925, cuando Herrera se convirtió en presidente del CNA, y significó que el Partido Colorado dejaría el gobierno tras 93 años consecutivos de ejercicio. Además, el Partido Colorado perdió en todos los departamentos menos en Artigas. El primer colegiado blanco asumió el 1 de marzo de 1959, primer gobierno blanco en casi un siglo.
Herrera contribuyó a la conformación de los cuadros políticos del nuevo gobierno con aquellos que consideraba más aptos, sin importar su filiación partidaria o sectorial: Eugenio Lagarmilla (colorado) para Relaciones Exteriores y a Arturo Lussich (blanco independiente) para Salud Pública. Aunque finalmente el canciller seleccionado, también recomendado por Herrera fue el Teniente de Navío (R) Homero Martínez Montero, incluso a pesar de su filiación colorada, ya que para Herrera era una prioridad en política exterior la constitución de los límites acuáticos con la República Argentina.También promovió a elementos jóvenes o de escasa militancia política como: Juan Eduardo Azzini para Hacienda, Luis Giannattasio para Obras Públicas y Enrique Erro para Industrias.Sin embargo, en febrero de 1959, antes de asumir el gobierno, Nardone rompe su vínculo político con Herrera, lo que Herrera señaló como «una comadreja colorada se metió en el gallinero de los blancos».
El 5 de abril de 1959 Herrera sufre un principio de neumonía, se interna en el Sanatorio Americano. Luis Alberto de Herrera falleció poco después de un mes de la asunción del primer colegiado blanco, el 8 de abril de 1959, con 85 años.

## Legado

### Homenajes
En la ciudad de Montevideo existe la Avenida Doctor Luis Alberto de Herrera como homenaje. En esa misma avenida, en el cruce con la Avenida General Venancio Flores, se erige una estatua de su persona, que lo representa como si caminara hacia su casa, a 500 metros del monumento. 

### Familia
Luis Alberto de Herrera contrajo matrimonio con Margarita Uriarte, de cuya unión nació su única hija, María Hotensia, que, casada con Carles Lacalle, engendró a Luis Alberto Lacalle de Herrera y a María Inés Lacalle de Herrera. Luis Alberto Lacalle refundaría el sector Herrerismo y sería presidente de la República entre 1990 y 1995 tras triunfar en las elecciones generales de 1989.
Luis Alberto Lacalle contrajo matrimonio con María Julia Pou, unión que tendría tres hijos: Pilar, Luis Alberto y Juan José. El hijo varón mayor, más conocido como Luis Lacalle Pou, bisnieto de Herrera, sería electo como presidente de la República para el período 2020-2025 en las elecciones generales de 2019.

## Ideología

### Antiimperialismo
Por la vía del nacionalismo, Herrera llegó al antiimperialismo. No redujo su aporte a la mera formulación de un rechazo teórico al imperialismo, sino que asumió, con todos los riesgos que conllevaba, una militancia así como de investigación profunda del proceso, hallando las raíces económicas del mismo. Dicha militancia fue puesta de relieve en su acción diplomática, en su producción histográfica, en sus intervenciones parlamentarias y en su acción política. Su particular vocación hacia este tema le provocó roces con otros políticos.Herrera desplegó dos claras inflexiones en su concepción antiimperialista: por un lado, su desconfianza a las ideologías abstractas y, por lo tanto, la negación de todas las «solidaridades» de base ideológica; y, en segundo término, la resistencia al panamericanismo, entendido por Herrera como imperialismo encubierto sobre América Latina.
A principios del siglo XX, en su rol como legado comercial en Norteamérica, avisó a cancillería de los peligros que suponía la política del «big stick» llevada a cabo por el presidente estadounidense Theodore Roosevelt. También en ese rol conoció al dictador mexicano Porfirio Díaz y escuchó de él la afamada sentencia: «Pobre México, tan lejos de Dios y tan cerca de Estados Unidos». Denunció la intervención estadounidense en Veracruz en 1914. Cultivó amistad tanto con Hipólito Yrigoyen como con Getúlio Vagas. En 1927, cuando el líder campesino nicaragüense Augusto Sandino emprendió su lucha contra los Estados Unidos, Herrera reivindicó su figura y lo destacó como «un continuador de la obra de los grandes libertadores». En 1940 enfrentó a través de los medios periodísticos y en las cámaras legislativas la idea de instalar bases norteamericanas en Uruguay. Se opuso a la doctrina de «intervención multilatral» enunciada por el norteamericano Spruille Braden, y similares como la «doctrina Larreta» del canciller uruguayo Eduardo Rodríguez Larreta. Esta conducta lo acercó a Perón, en quien Herrera vio al portador de una verdadera revolución americanista. Pronunció la frase: «Ni en las filas rojas del comunismo, ni una estrella más en la bandera de ningún imperialismo».

### Herrera y la Revolución Francesa
En su obra La Revolución Francesa y Sudamérica (1910), Herrera contradijo la tesis de que la Revolución Francesa fuera inspiradora de la revolución latinoamericana. De acuerdo con Herrera, si Francia influyó, lo hizo más bien por el lado jacobino, como el Plan de operaciones de Mariano Moreno o el profundo autoritarismo de Simón Bolívar.[cita requerida]
Herrera reivindicó, como lo había hecho un siglo antes Francisco de Miranda, la experiencia norteamericana. A diferencia de otros antiimperialistas, Herrera destaca la robustez de las instituciones republicanas estadounidenses, pero rechaza la invasión de «republiquetas bananeras del patio trasero». Admiró a Thomas Jefferson, Benjamin Franklin, James Madison, George Washington y Alexander Hamilton.

### Visión sobre la educación

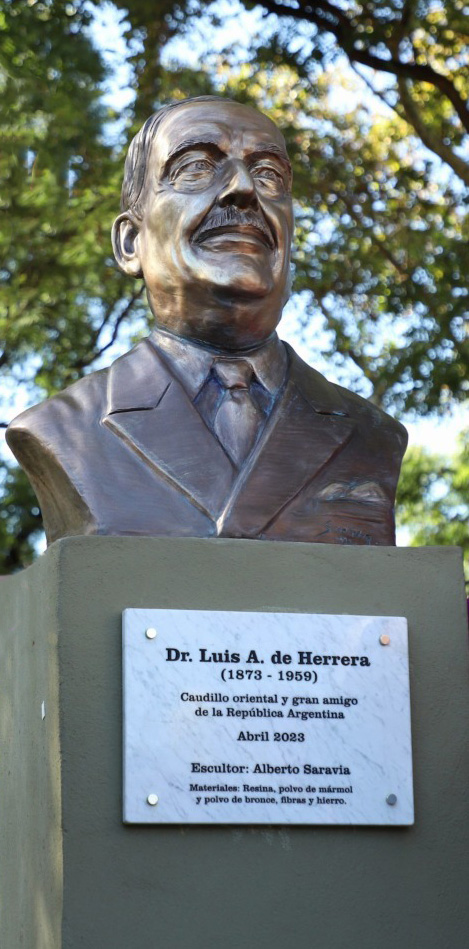

Hay tres documentos que elaboró Herrera a principios del siglo XX que constituyen un análisis a la enseñanza secundaria y superior. El primero es un ensayo redactado en 1901 y presentado en un concurso por la Universidad de la República, con motivo de unos Juegos Florales. En este trabajo Herrera expone sobre las ventajas e inconvenientes que traería aparejado el aumento del número de titulados universitarios en Uruguay. Allí encara distintos puntos como la falta de médicos en el interior del país, la necesidad de atender los requerimientos educacionales del campo (considera por él como la verdadera fuente de riquezas), la necesidad  de establecer carreras cortas, la falta de lazos de comunidad en los estudios superior (que consideraba debían de atemperarse con el cultivo de ejercicios), entre otros. El centro ideológico de su cosmovisión educacional se encontraba en tres principios rectores: La finalidad última de la educación es formar más que informar, los conocimientos que constituyen la sustancia culturas trasmitida deberían reflejar la peculiaridad nacional, la educación no debe permanecer divorciada de la realidad.
El segundo trabajo es un Informe de 1902, dirigido desde Nueva York al rector de la Universidad de la República, Claudio Williman. Allí analiza las que considera deficiencias de la enseñanza secundaria: carencia de internados, la inadecuación de los estudios de griego y latín a los nuevos tiempos en un ámbito nacional donde no se especializa en literatura antigua, el excesivo enciclopedismo, la carencia de compromiso de los docentes y motivación pedagógica, el excesivo «teoricismo» que conducía a reforzar la desconsideración de la actividad manual, ente otros.
El tercer trabajo es un conjunto de artículos que publicó en el diario El Día entre el 16 de junio de 1902 y el 5 de julio de 1903, enviados desde Washington mientras actuaba como representante diplomático. Cada una de las 39 notas remitidas desarrolla un aspecto particular de su visión pedagógica. Demuestra preocupación ante la falta de escuelas primarias en el interior, deplora el estado de la Escuela de Artes y Oficios, la falta de formación de la mujer, etc.
Asimismo, Herrera, en su visión pedagógica, fue muy enfático en la importancia del trabajo manual. Según él, presentaba las siguientes ventajas: el descubrimiento del valor intrínseco, el despertar de aficiones útiles, la consolidación de la vida de hogar y la comprensión del papel vital del uso de herramientas. Además, criticó la naturaleza de los centros secundarios como mera introducción a carreras profesionales universitarias. Herrera advertía que una exuberancia de profesionales universitarios, y la falta de enseñanza manual, llevaría a la desocupación de quienes obtuvieran títulos profesionales y, por consiguiente, la desesperada búsqueda de empleos públicos.
Es recordado un debate parlamentario sobre este tema que Herrera mantuvo con el diputado Atilio Narancio en la sesión del 26 de enero de 1815. Herrera allí afirmó:

«Me parece que es deplorable la perspectiva de que la juventud que se está educando en las aulas solo aspire a aumentar ese enorme caudal burocrático del país: ¡incorporarse a la Administración!».

El diputado Narancio se mostró en desacuerdo, y expresó que «de cien bachilleres, llegarán a titularse diez o doce». A continuación, Herrera menciona que el diputado Narancio, en su informe, expresó que «desearía que hubiera millares de bachilleres», y Narancio lo confirma. Herrera le contesta:

«Yo creo que ese país, con dos o tres millones de bachilleres, sería un país de víctimas, en lo que se refiere a la lucha por la vida [...] Pasará, señor diputado, lo que ha pasado en Córdoba ―si me permite que continúe la interrupción―, donde hay zapateros que son bachilleres; y eso es deplorable, señor diputado, y me parece un positivo mal social [...]».

Propaganda opositora difundió la versión falaz de que Herrera había dicho que «el hijo del zapatero no puede ser doctor». La contestación de Herrera fue tergiversada durante varios años y usada con el fin de perjudicarlo políticamente. Como surge de la versión taquigráfica de la sesión parlamentaria, Herrera sostuvo que lo grave no era que un lustrabotas alcanzara a ser bachiller, sino que un egresado universitario, por carecer de trabajo en su profesión, se viera forzado a desempeñar tareas que no quiso, y a las que no aspiró, como la de ser lustrabotas.

### Concepción económica

#### Ruralismo
Herrera defendió al sector agropecuario. Se podría considerar a Herrera como una personalidad adherida al ruralismo o agrarismo político-económico tradicional. Fue un crítico acérrimo de todo intento de industrialización debido a su «artificialidad» (según propias palabras). No por eso se debe de identificar al ideario herrerista con la protección del gran latifundio. Fue consejero titular del primer Consejo Directivo de la Federación Rural, que defendía a los productores rurales, ya que estaba integrada por Entidades Rurales federadas representantes de todos los pagos del Uruguay.[cita requerida]

#### Anticentralismo
Herrera fue influido por Alexis de Tocqueville y su obra La Democracia en América, de donde Herrera extrajo la contraposición que existía entre el modelo autonómico y federal de Estados Unidos y el centralismo francés. La propuesta Herrerista era de un país con autonomías locales, autosuficientes, capaces de generar oportunidades de empleo como para retener a las nuevas generaciones, en cuestión, un Uruguay donde hubiera una distribución demográfica más pareja y no tan macrocefalica y concentrada en la capital.[cita requerida]

## Obras

### Todas las obras
- Por la Patria - 1899
- El acuerdo de los Partidos - 1900
- La tierra Charrúa - 1901
- Ventajas e inconvenientes en nuestro país del aumento del número de personas que adquieren títulos para ejercer profesiones liberales - 1901
- El programa de la Revolución - 1904
- Las verdaderas bases de paz - 1904
- Desde Washington - 1904
- Labor Diplomática en N. América - 1905
- La Doctrina Drago y el interés del Uruguay - 1908
- La Diplomacia Oriental en el Paraguay (I) - 1908
- La Revolución Francesa y Sudamérica - 1910
- La Diplomacia Oriental en el Paraguay (II) - 1911
- El Uruguay Internacional - 1912
- Acción Parlamentaria - 1917
- Tres años de Cámara - 1917
- Buenos Aires, Urquiza y el Uruguay - 1919
- Uno que Vio - 1919
- La Clausura de los Ríos - 1920
- La encuesta Rural - 1920
- Una Etapa - 1923
- En la Brecha - 1923
- El Drama del 65: la culpa Mitrista - 1926
- Sin nombre - 1928
- La Misión Ponsonby - 1930
- La Paz de 1828 - 1940
- Orígenes de la Guerra Grande - 1941
- El Canadá, visto y leído de cerca - 1946
- La Seudo-historia para el Delfín - 1947
- Antes y después de la Triple Alianza - 1951

### Clasificación de obras
Eduardo Víctor Haedo opinó que la obra de investigación histórica de Herrera debía ser agrupada en cinco series:

«observación de los hechos y acontecimientos vividos»; «definición y compromiso de su nacionalismo»; «motivos para concretar su ideología rioplatense»; «visión y análisis de hechos internacionales que afirman su nacionalismo»; y la «razón de la necesidad de su nacionalismo referido a las patrias situadas al sur del continente».

La Comisión Especial designada en 1986 por la Cámara de Representantes, con el motivo de realizar la edición de una selección de las obras de Herrera, las subdivido en tres series: revisión historiográfica, teorización política y actividad política.
Si se toma en cuenta el tema historiográfico central de cada obra, es posible identificar tres ciclos además de los dos estudios sobre la naturaleza del pasado histórico o de «teorización política»: los dos libros sobre el papel de la diplomacia británica en el proceso de la independencia del Uruguay; sus tres obras referentes al período de la Guerra Grande; y, finalmente, el ciclo que abarca el período del gobierno del presidente Berro y guerra del Paraguay.
Tabla con obras históricas ordenadas de acuerdo a la cronología de los hechos que forman su tema central y la fecha de publicación:
| Ciclos                                                                  | Título                                         | Fecha de publicación |
| ----------------------------------------------------------------------- | ---------------------------------------------- | -------------------- |
| Las bases de su pensamiento                                             | La tierra charrúa                              | 1901                 |
| Las bases de su pensamiento                                             | La Revolución francesa y Sudamérica            | 1910                 |
| Las bases de su pensamiento                                             | El Uruguay internacional                       | 1912                 |
| Independencia de Uruguay                                                | La misión Ponsonby                             | 1930                 |
| Independencia de Uruguay                                                | La paz de 1828                                 | 1940                 |
| La Guerra Grande                                                        | La tierra charrúa (capítulo 3)                 | 1901                 |
| La Guerra Grande                                                        | Orígenes de la Guerra Grande                   | 1941                 |
| La Guerra Grande                                                        | Por la verdad histórica                        | 1946                 |
| La Guerra Grande                                                        | La seudo-historia para el Delfín               | 1947                 |
| El gobierno de los presidentes Berro y Aguirre y la guerra del Paraguay | La tierra charrúa (capítulos 4 y 5)            | 1901                 |
| El gobierno de los presidentes Berro y Aguirre y la guerra del Paraguay | La diplomacia oriental en el Paraguay. Tomo I  | 1908                 |
| El gobierno de los presidentes Berro y Aguirre y la guerra del Paraguay | La diplomacia oriental en el Paraguay. Tomo II | 1911                 |
| El gobierno de los presidentes Berro y Aguirre y la guerra del Paraguay | Buenos Aires, Urquiza y el Uruguay             | 1919                 |
| El gobierno de los presidentes Berro y Aguirre y la guerra del Paraguay | La clausura de lo ríos                         | 1920                 |
| El gobierno de los presidentes Berro y Aguirre y la guerra del Paraguay | El drama del 65. La culpa mitrista             | 1926                 |
| El gobierno de los presidentes Berro y Aguirre y la guerra del Paraguay | Antes y después de la Triple Alianza           | 1951                 |